# 18 stycznia
18 stycznia jest 18. dniem w kalendarzu gregoriańskim. Do końca roku pozostało 347 (w latach przestępnych 348) dni.

## Święta
- Imieniny obchodzą: Ammonia, Ammoniusz, Atenogenes, Beatrycze, Bogumił, Krystyna, Liberata, Lubart, Małgorzata, Monika, Pryska, Regina, Sędziwoj, Wenerand, Woluzjan i Zuzanna.
- Społecznościowe – Dzień Kubusia Puchatka (na pamiątkę urodzin jego twórcy A.A. Milne’a)[1]
- Wspomnienia i święta w Kościele katolickim[2][3] obchodzą:
  - Tydzień Modlitw o Jedność Chrześcijan (18-25 stycznia)
  - bł. Beatrycze II d’Este (zakonnica)
  - bł. Bonifacy z Cremony
  - św. Małgorzata Węgierska
  - św. Ninnaid z Inismacsaint (apostoł Irlandii)
  - bł. Regina Protmann
  - św. Pryska (męczennica)
  - św. Woluzjan z Tours (biskup)

## Wydarzenia w Polsce
- 1230 – Papież Grzegorz IX wydał bullę potwierdzającą nadanie przez księcia Konrada I Mazowieckego ziemi chełmińskiej zakonowi krzyżackiemu.
- 1380 – Założone przez zakon krzyżacki gdańskie Młode Miasto otrzymało prawa miejskie.
- 1493 – W Piotrkowie zwołano pierwszy dwuizbowy Sejm walny.
- 1604 – Poświęcono kościół św. Jakuba w Gdańsku-Oliwie.
- 1654 – W trakcie powstania Chmielnickiego została zawarta ugoda perejasławska pomiędzy Rosją a Kozakami.
- 1902 – W „Tygodniku Ilustrowanym” ukazał się pierwszy odcinek powieści Chłopi Władysława Reymonta.
- 1905 – W restauracji przy Krakowskim Przedmieściu w Warszawie rzeźbiarz Xawery Dunikowski śmiertelnie postrzelił w głowę malarza Wacława Pawliszaka.
- 1919 – Założono Polski Czerwony Krzyż.
- 1920 – Wojsko Polskie wkroczyło do opuszczonego przez Niemców Torunia.
- 1921 – Powstał Aeroklub Rzeczypospolitej Polskiej.
- 1925 – Prezydent RP Stanisław Wojciechowski wydał rozporządzenie o powołaniu Generalnej Dyrekcji Poczt i Telegrafów.
- 1926 – Pierwszy polski oddział przybył na pokładzie ORP „Mewa” do Wojskowej Składnicy Tranzytowej na Westerplatte.
- 1930 – W podtarnowskich Mościcach uruchomiono Państwową Fabrykę Zakładów Azotowych.
- 1940 – W Katowicach Niemcy dokonali egzekucji 37 spośród 40 mieszkańców wsi Lipowa, Łodygowice, Ostre i Słotwina na Żywiecczyznie, aresztowanych za przechowywanie broni porzuconej przez polskie wojsko.
- 1943:
  - Oddział Jana Piwnika „Ponurego” rozbił niemieckie więzienie w Pińsku.
  - W getcie warszawskim grupy Żydowskiej Organizacji Bojowej podjęły pierwszą walkę z Niemcami w odpowiedzi na rozpoczęcie przez nich deportacji 8 tys. osób do obozu zagłady w Treblince.
- 1945:
  - Armia Czerwona zdobyła Aleksandrów Łóddzki, Działdowo, Gostynin, Koluszki, Kraków, Tomaszów Mazowiecki i Poddębice.
  - W nocy z 17 na 18 stycznia załoga policyjnego więzienia niemieckiego na Radogoszczu w Łodzi dokonała masakry ok. 1500 więźniów, zakończonej jego podpaleniem.
- 1946 – W Gdyni odtworzono Oficerską Szkołę Marynarki Wojennej.
- 1951 – Sejm RP przyjął ustawę o dniach wolnych od pracy, znoszącą m.in. Święto Narodowe Trzeciego Maja.
- 1974 – Premiera filmu psychologicznego Na niebie i na ziemi w reżyserii Juliana Dziedziny.
- 1993 – Ukazało się pierwsze wydanie tygodnika „Tele Tydzień”.
- 2008 – Prezydent Lech Kaczyński dokonał otwarcia przebudowanej kolei linowej na Kasprowym Wierchu.

## Wydarzenia na świecie

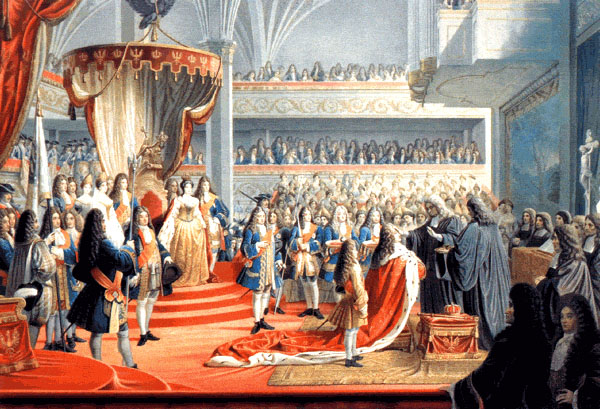
Koronacja Fryderyka I w Królewcu (1701)

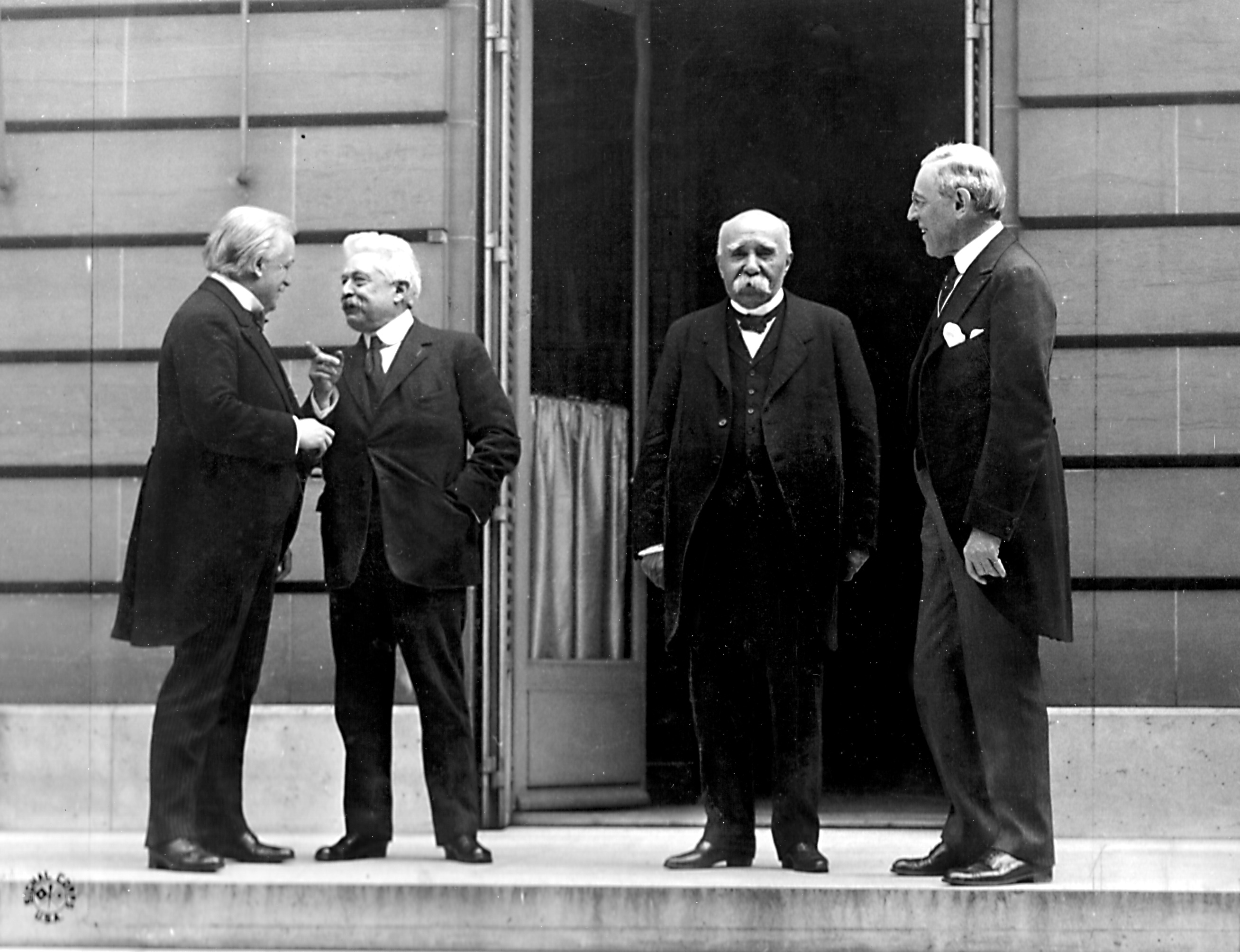
Wielka czwórka I wojny światowej na Konferencji Wersalskiej (1919), od lewej: Lloyd George, Vittorio Orlando, Georges Clemenceau oraz Woodrow Wilson

- 336 – Marek został papieżem.
- 350 – Magnencjusz został cesarzem rzymskim.
- 474 – Leon II został cesarzem wschodniorzymskim.
- 532 – W Konstantynopolu zostało stłumione przez Belizariusza kosztem 30 tys. ofiar powstanie ludowe przeciwko władzy cesarza Justyniana I Wielkiego.
- 748 – W wyniku trzęsienia ziemi w Palestynie ucierpiały m.in. Hippos i Gadara.
- 1073 – Shirakawa został cesarzem Japonii.
- 1126 – Cesarz Chin Song Huizong abdykował na rzecz swego syna Qinzonga.
- 1213 – Po śmierci matki Tamary Jerzy IV Lasza został królem Gruzji.
- 1223 – Po śmierci Jerzego IV królową Gruzji została jego siostra Rusudan.
- 1367 – Ferdynand I został królem Portugalii.
- 1401 – W Wilnie Witold Kiejstutowicz wraz z biskupami, książętami i bojarami Wielkiego Księstwa Litewskiego wydał pierwsze akty unii wileńsko-radomskiej.
- 1486 – Król Anglii Henryk VII Tudor ożenił się z Elżbietą z Yorku.
- 1535 – Hiszpański konkwistador Francisco Pizarro założył Limę.
- 1562 – Rozpoczęła się trzecia sesja obrad soboru trydenckiego, na której stwierdzono konieczność sporządzenia indeksu ksiąg zakazanych.
- 1671 – Największa w dziejach wyprawa bukanierów pod dowództwem Henry’ego Morgana zdobyła i splądrowała miasto Panama.
- 1678 – Wojna skańska: zwycięstwo wojsk szwedzkich nad duńsko-brandenburskimi w bitwie pod Warksow.
- 1701 – W Królewcu odbyła się koronacja księcia Prus i elektora Brandenburgii Fryderyka III Hohenzollerna na "króla w Prusach" (jako Fryderyka I). Proklamowano Królestwo Pruskie.
- 1741 – Manuel Pinto da Fonseca został wybrany na urząd wielkiego mistrza zakonu joannitów.
- 1778 – James Cook dotarł, jako pierwszy Europejczyk, do archipelagu Hawajów, nadając mu nazwę Wyspy Sandwich.
- 1788 – Pierwsi więźniowie przybyli do brytyjskiej kolonii karnej Botany Bay w Australii.
- 1799 – Francuz Nicholas-Louis Robert opatentował pierwszą maszynę papierniczą.
- 1801:
  - Rosja anektowała wschodnią Gruzję.
  - Został aresztowany szuan François-Joseph Carbon, główny konstruktor „machiny piekielnej” i współsprawca nieudanego zamachu na Napoleona Bonapartego, w wyniku którego w Paryżu 24 grudnia poprzedniego roku zginęło od 6 do 22 osób, a ok. 100 zostało rannych.
- 1815 – Ekshumowano z masowego grobu zwłoki zgilotynowanej w 1793 roku królowej Francji Marii Antoniny.
- 1825 – Zainaugurował działalność Teatr Wielki w Moskwie.
- 1828 – Bawaria i Wirtembergia utworzyły Bawarsko-Wirtemberski Związek Celny.
- 1844 – W Neapolu odbyła się premiera opery Caterina Cornaro Gaetana Donizettiego.
- 1848 – José Miguel de Velasco Franco został po raz czwarty prezydentem Boliwii.
- 1870 – Letsie I został królem Basuto (Lesotho).
- 1871 – Wojna francusko-pruska: w Sali Lustrzanej pałacu wersalskiego pod Paryżem władcy niemieccy okrzyknęli króla Prus Wilhelma I Hohenzollerna cesarza niemieckim. Otto von Bismarck proklamował powstanie Cesarstwa Niemieckiego.
- 1882 – Austriacki astronom Johann Palisa odkrył planetoidę (221) Eos.
- 1884 – Antonio Cánovas del Castillo został po raz czwarty premierem Hiszpanii.
- 1892 – José Dias Ferreira został premierem Portugalii.
- 1901 – Ustanowiono Order Zasługi Korony Pruskiej.
- 1902:
  - Komisja ds. Kanału w Przesmyku zarekomendowała Panamę jako najlepsze miejsce do budowy kanału łączącego Atlantyk z Pacyfikiem.
  - Rozpoczęto budowę szpitala św. Pawła w Barcelonie.
- 1911 – Amerykanin Eugene Ely jako pierwszy pilot udanie wylądował samolotem na pokładzie statku.
- 1913 – I wojna bałkańska: zwycięstwo floty greckiej nad turecką w bitwie koło Lemnos.
- 1915:
  - I wojna światowa: rozpoczęła się bitwa pod Kirlibabą.
  - I wojna światowa: zwycięstwo wojsk niemieckich nad brytyjskimi w bitwie pod Jassin (dzisiejsza Kenia).
  - Japonia potajemnie przekazała Chinom listę 21 żądań, które zmierzały do stworzenia tam japońskiego protektoratu.
- 1918 – W Piotrogrodzie zebrał się pierwszy demokratycznie wybrany rosyjski parlament – Wszechrosyjskie Zgromadzenie Ustawodawcze, które następnego dnia zostało rozpędzone przez bolszewików.
- 1919:
  - Walter Owen Bentley założył przedsiębiorstwo Bentley Motors Limited.
  - W Wersalu pod Paryżem rozpoczęła się konferencja pokojowa z udziałem 27 zwycięskich państw w I wojnie światowej.
- 1921 – Założono czechosłowackie przedsiębiorstwo elektroniczne TESLA (pod nazwą Elektra).
- 1928 – Założono belgijskie przedsiębiorstwo farmaceutyczne UCB.
- 1934:
  - Carlos Mendieta został tymczasowym prezydentem Kuby.
  - Polska wyprawa dokonała pierwszego wejścia na szczyt Mercedario (6720 m) w argentyńskich Andach Środkowych.
- 1939 – W Chuście powstało Ukraińskie Zjednoczenie Narodowe, składające się z przedstawicieli różnych ugrupowań politycznych, z wykluczeniem komunistów.
- 1943 – Front wschodni: Armia Czerwona wyzwoliła Szlisselburg leżący u wypływu Newy z jeziora Ładoga, dzięki czemu udało się utworzyć połączenie lądowe szerokości 8–11 km z obleganym od 8 września 1941 Leningradem.
- 1945 – Front wschodni: Armia Czerwona zajęła wschodnią część Budapesztu – Peszt. Wycofujące się wojska niemieckie wysadziły mosty na Dunaju.
- 1946:
  - Premiera amerykańskiego musicalu Dziewczęta Harveya w reżyserii George’a Sidneya i Roberta Altona.
  - W Cheshire w stanie Connecticut rozbił się lecący z Miami do Bostonu Douglas DC-3 należący do Eastern Air Lines, w wyniku czego zginęło wszystkich 17 osób na pokładzie.
- 1950 – ChRL i Wietnam nawiązały stosunki dyplomatyczne.
- 1952 – Papież Pius XII w liście apostolskim Cupimus Imprimis potępił prześladowania katolików chińskich.
- 1954 – Amintore Fanfani został premierem Włoch.
- 1955 – Chińska Armia Ludowo-Wyzwoleńcza dokonała inwazji na tajwańską wysepkę Yijiangshan; początek I kryzysu w Cieśninie Tajwańskiej.
- 1956 – Parlament NRD przyjął ustawę o utworzeniu Narodowej Armii Ludowej.
- 1958 – Zawodnik Boston Bruins Willie O’Ree jako pierwszy czarnoskóry hokeista wystąpił w meczu NHL (z Montreal Canadiens).
- 1960 – 50 osób zginęło w katastrofie samolotu Vickers Viscount w amerykańskim stanie Wirginia.
- 1961 – Założono radziecką/rosyjską stację polarną Nowołazariewskaja na Antarktydzie.
- 1962 – Francja przedstawiła tzw. drugi plan Foucheta dotyczący integracji krajów zachodnioeuropejskich.
- 1963:
  - Brytyjska kolonia Aden została przyłączona do Federacji Arabii Południowej.
  - Założono klub piłkarski Karpaty Lwów.
- 1964 – Papież Paweł VI nominował Karola Wojtyłę arcybiskupem krakowskim.
- 1965 – W Syrii został aresztowany izraelski szpieg Eli Cohen.
- 1969:
  - Policja przypuściła atak na Uniwersytet Tokijski w celu stłumienia protestu studentów.
  - Radziecki kosmonauta Boris Wołynow stracił kilka zębów w wyniku twardego lądowania kapsuły statku Sojuz 5.
  - W katastrofie Boeinga 727 pod Los Angeles zginęło 38 osób.
- 1970 – Została zlikwidowana saudyjsko-kuwejcka strefa neutralna.
- 1974 – Zawarto izraelsko-egipskie porozumienie o wycofaniu wojsk izraelskich znad Kanału Sueskiego na półwysep Synaj.
- 1976 – Libańska wojna domowa: chrześcijańskie milicje dokonały masakry 1000-1500 osób w palestyńskich obozach dla uchodźców w północnym Bejrucie.
- 1977:
  - Amerykańskie Centrum Zwalczania i Zapobiegania Chorób ustaliło, że przyczyną infekcji dróg oddechowych 221 osób (z czego 34 zmarły) podczas odbywającego się w 1976 roku w jednym z hoteli w Atlancie zjazdu weteranów wojennych z organizacji American Legion, była rozwijająca się w hotelowej klimatyzacji bakteria Legionella pneumophila, wywołująca tzw. chorobę legionistów.
  - Premier Jugosławii Džemal Bijedić zginął w katastrofie lotniczej w górach na terenie Bośni.
  - W wyniku wykolejenia pociągu osobowego w miejscowości Granville (Nowa Południowa Walia) zginęły 83 osoby, a 210 zostało rannych. Jest to największa do tej pory katastrofa kolejowa w historii Australii.
- 1984 – 83 górników zginęło w wyniku eksplozji w kopalni węgla kamiennego w Ōmuta na japońskiej wyspie Kiusiu.
- 1986 – W katastrofie samolotu Sud Aviation Caravelle w Gwatemali zginęło 87 osób.
- 1988 – W katastrofie samolotu Ił-18D w chińskim mieście Chongqing zginęło 108 osób.
- 1989 – Język estoński został ponownie językiem państwowym w Estonii.
- 1990 – Burmistrz Nagasaki Hitoshi Motoshima został postrzelony przez prawicowego fanatyka.
- 1991:
  - Operacja „Pustynna Burza”: Irakijczycy wystrzelili rakiety SCUD na Izrael.
  - W Niemczech powstał czwarty rząd Helmuta Kohla.
- 1993 – Oblężenie Sarajewa: rozpoczęto kopanie tunelu pod lotniskiem międzynarodowym, który po 5 miesiącach połączył odcięte od świata miasto z terenami nieopanowanymi przez Serbów.
- 1994 – Silvio Berlusconi założył ugrupowanie Forza Italia.
- 1996 – W pożarze schroniska dla azylantów w niemieckiej Lubece zginęło 10 osób, a 38 zostało rannych.
- 2000:
  - Helmut Kohl zrezygnował z funkcji honorowego przewodniczącego CDU w związku ze skandalem wokół nielegalnego finansowania partii.
  - W kanadyjskiej prowincji Kolumbia Brytyjska spadł meteoryt kamienny Tagish Lake.
- 2002 – Zakończyła się 11-letnia wojna domowa w Sierra Leone.
- 2003 – Wybuchł pożar buszu na obrzeżach stolicy Australii Canberry, w wyniku którego zginęły 4 osoby, a 500 domów zostało zniszczonych lub uszkodzonych.
- 2004 – Co najmniej 31 osób zginęło w zamachu samobójczym obok bramy amerykańskiej kwatery głównej w Bagdadzie.
- 2005:
  - W stolicy Gujany Georgetown w wyniku powodzi została zatopiona siedziba prezydenta kraju State House.
  - W Tuluzie został zaprezentowany Airbus A380.
- 2007:
  - Czarnogóra została 185. członkiem Międzynarodowego Funduszu Walutowego.
  - Nad Europą przeszedł huragan Kyrill, jeden z najsilniejszych jakie nawiedziły kontynent.
  - Ustąpiła sześciodniowa fala mrozów w stanach Waszyngton, Oregon i Kalifornia, która wyrządziła miliardowe straty w uprawach.
- 2009 – Operacja „Płynny Ołów”: ogłoszono zawieszenie broni w strefie Gazy.
- 2010 – Turecki zamachowiec Mehmet Ali Ağca opuścił więzienie w Ankarze.
- 2011 – Co najmniej 60 osób zginęło, a 150 zostało rannych w wyniku samobójczego zamachu bombowego na centrum rekrutacji policyjnej w irackim Tikricie.
- 2012 – W proteście przeciwko ustawie Stop Online Piracy Act, która była przedmiotem debaty w Kongresie Stanów Zjednoczonych, Wikipedia anglojęzyczna została wyłączona na 24 godziny.
- 2014 – Weszła w życie nowa konstytucja Egiptu.
- 2016 – Emił Dimitriew został premierem Macedonii.
- 2017 – 29 osób zginęło, a 11 zostało rannych w wyniku zejścia lawiny na hotel w górskiej miejscowości Rigopiano we włoskim regionie Abruzja.
- 2018 – 52 obywateli Uzbekistanu zginęło w pożarze autokaru w miejscowości Irgiz w obwodzie Aktobe w Kazachstanie.
- 2019 – W mieście Tlahuelilpan w meksykańskim stanie Hidalgo 137 osób zginęło, a dziesiątki odniosło obrażenia w wyniku wybuchu uszkodzonego rurociągu z którego okoliczni mieszkańcy pobierali wyciekające paliwo.
- 2023:
  - W mieście Browary koło Kijowa doszło do katastrofie śmigłowca Państwowej Służby Ukrainy ds. Sytuacji Nadzwyczajnych w której zginęło 14 osób w tym minister spraw wewnętrznych Ukrainy Denys Monastyrski, I wiceminister Jewhenij Jenin i sekretarz stanu w ministerstwie spraw wewnętrznych Jurij Łubkowycz.
  - W związku ze skandalem korupcyjnym ze stanowiska prezydenta Wietnamu ustąpił Nguyễn Xuân Phúc, a p.o. prezydenta została wiceprezydent Võ Thị Ánh Xuân.

## Urodzili się
- 1457 – Antonio Trivulzio, włoski duchowny katolicki, biskup Como, kardynał (zm. 1508)
- 1519 – Izabela Jagiellonka, królewna polska, księżniczka litewska, królowa i regentka węgierska (zm. 1559)
- 1543 – (data chrztu) Alfonso Ferrabosco (starszy), włoski kompozytor (zm. 1588)
- 1573 – Ambrosius Bosschaert, flamandzki malarz (zm. 1621)
- 1617 – Ernst von Brandenburg, margrabia brandenburski, tytularny książę Karniowa (zm. 1642)
- 1624 – Tirso González, hiszpański jezuita, generał zakonu, teolog (zm. 1705)
- 1641 – Fran-Michel le Tellier, francuski arystokrata, polityk (zm. 1691)
- 1659 – Damaris Cudworth Masham, angielska filozof (zm. 1708)
- 1669 – Maria Antonina Habsburżanka, elektorowa Bawarii (zm. 1692)
- 1688 – Lionel Sackville, angielski arystokrata, polityk (zm. 1765)
- 1689 – Monteskiusz, francuski filozof, prawnik, pisarz (zm. 1755)
- 1691 – William Finch, brytyjski dyplomata, polityk (zm. 1766)
- 1701 – Johann Jacob Moser, niemiecki prawnik (zm. 1785)
- 1702 – Sawa Petrowicz, prawosławny biskup Cetynii, władyka Czarnogóry (zm. 1784)
- 1721 – John Adam, szkocki architekt (zm. 1792)
- 1726 – Henryk Ludwik, książę pruski, dowódca wojskowy, dyplomata (zm. 1802)
- 1734 – Caspar Friedrich Wolff, niemiecki lekarz, anatom, fizjolog, embriolog, wykładowca akademicki (zm. 1794)
- 1735 – Louis-Cesar Renaud, francuski arystokrata, dyplomata, oficer (zm. 1791)
- 1743 – Louis-Claude de Saint-Martin, francuski filozof (zm. 1803)
- 1747 – Michele di Pietro, włoski kardynał (zm. 1821)
- 1750 – Johann Gottlob Theaenus Schneider, niemiecki filolog klasyczny, ichtiolog, wykładowca akademicki  (zm. 1822)
- 1751 – Ferdinand Kauer, austriacki pianista, kompozytor (zm. 1831)
- 1752:
  - Aleksandr Kurakin, rosyjski dyplomata, wolnomularz (zm. 1818)
  - John Nash, brytyjski architekt, urbanista (zm. 1835)
- 1773 – (lub 17 stycznia) Józef Sułkowski, polski brygadier (zm. 1798)
- 1774 – Friedrich Christian Ludwig Tripplin, saski wojskowy, filolog klasyczny, bibliotekarz (zm. 1840)
- 1779:
  - Peter Mark Roget, brytyjski lekarz, leksykograf (zm. 1869)
  - Ferdinand Stecher von Sebenitz, austriacki lekarz, wykładowca akademicki (zm. 1857)
- 1782 – Daniel Webster, amerykański prawnik, polityk, sekretarz stanu (zm. 1852)
- 1795 – Anna Romanowa, wielka księżna rosyjska, królowa holenderska (zm. 1865)
- 1803 – Francis Grant, szkocki malarz portrecista (zm. 1878)
- 1806 – Arkadij Tielakowski, rosyjski generał lejtnant, inżynier fortyfikator (zm. 1891)
- 1808 – Sabina Grzegorzewska, polska pamiętnikarka (zm. 1872)
- 1810 – Theodor Kliefoth, niemiecki duchowny i teolog luterański, działacz kościelny (zm. 1895)
- 1811 – Édouard René Lefebvre de Laboulaye, francuski pisarz, dziennikarz, polityk (zm. 1883)
- 1812 – Józef Hollak, polski duchowny katolicki, biskup pomocniczy sejneński (zm. 1890)
- 1813 – Joseph Glidden, amerykański farmer, wynalazca (zm. 1906)
- 1814 – Žigmund Supan, słowacki duchowny katolicki, biskup bańskobystrzycki (zm. 1881)
- 1815:
  - Henry P. Haun, amerykański polityk (zm. 1860)
  - Konstantin von Tischendorf, niemiecki teolog i biblista protestancki (zm. 1874)
  - Richard Yates, amerykański polityk, senator (zm. 1873)
- 1818:
  - Joseph Matthäus Aigner, austriacki malarz portrecista (zm. 1886)
  - Johannes Vloten, holenderski historyk, filozof, wykładowca akademicki (zm. 1883)
- 1821 – Antoni Petruszewicz, ukraiński duchowny greckokatolicki, historyk, filolog, polityk (zm. 1913)
- 1823:
  - Chichester Parkinson-Fortescue, brytyjski arystokrata, polityk (zm. 1898)
  - Victor Ruffy, szwajcarski polityk, prezydent Szwajcarii (zm. 1869)
- 1826 – Joseph William Trutch, kanadyjski inżynier, polityk (zm. 1904)
- 1829 – Ludvig Lorenz, duński matematyk, fizyk (zm. 1891)
- 1832 – Karol Mikoszewski, polski duchowny katolicki, członek Tymczasowego Rządu Narodowego w powstaniu styczniowym, emigrant (zm. 1886)
- 1835 – Cezar Cui, rosyjski kompozytor pochodzenia francusko-polskiego (zm. 1918)
- 1837 – Henryk Rewakowicz, polski dziennikarz, działacz ludowy, polityk, uczestnik powstania styczniowego (zm. 1907)
- 1840 – Henry Austin Dobson, brytyjski poeta (zm. 1921)
- 1841 – Emmanuel Chabrier, francuski kompozytor (zm. 1894)
- 1844 – Carl Schäfer, niemiecki architekt, konserwator zabytków, wykładowca akademicki (zm. 1908)
- 1847 – Gertruda Comensoli, włoska zakonnica, święta (zm. 1903)
- 1848 – Ioan Slavici, rumuński pisarz, dziennikarz (zm. 1925)
- 1849:
  - Edmund Barton, australijski prawnik, polityk, premier Australii (zm. 1920)
  - Aleksander Świętochowski, polski pisarz, aforysta, krytyk literacki, publicysta (zm. 1938)
- 1850:
  - Emilian Radomiński, polski działacz niepodległościowy, uczestnik powstania styczniowego (zm. 1927)
  - Jan Rotter, polski inżynier, pedagog, polityk pochodzenia niemieckiego (zm. 1906)
- 1851 – Heinrich Friedjung, austriacki historyk, wykładowca akademicki, publicysta pochodzenia żydowskiego (zm. 1920)
- 1852:
  - Auguste Boué de Lapeyrère, francuski admirał, polityk (zm. 1924)
  - Georg Jalkowski, polski drukarz, wydawca, księgarz (zm. 1902)
  - Adolf Walewski, polski dramaturg, aktor, reżyser teatralny (zm. 1911)
- 1855 – Antoni Krasnowolski, polski językoznawca, polonista, filolog klasyczny, tłumacz, pedagog (zm. 1911)
- 1856:
  - Luigi Bianchi, włoski matematyk, wykładowca akademicki (zm. 1928)
  - Rajna Kniaginia, bułgarska nauczycielka, rewolucjonistka, położna (zm. 1917)
- 1857:
  - Otto von Below, niemiecki generał piechoty (zm. 1944)
  - Franz Georg von Glasenapp, niemiecki generał-porucznik (zm. 1914)
- 1860 – Ludwik Sosnowski, polski mistrz blacharski, działacz społeczny (zm. 1943)
- 1863:
  - Roman Dzieślewski, polski elektrotechnik (zm. 1924)
  - Zdzisław Jasiński, polski malarz, rysownik, akwarelista (zm. 1932)
  - Oskar Troplowitz, niemiecki farmaceuta (zm. 1918)
- 1864 – Alois Kreidl, austriacki fizjolog (zm. 1928)
- 1867 – Rubén Darío, nikaraguański pisarz, dziennikarz, dyplomata (zm. 1916)
- 1868:
  - Alfred Walter Campbell, australijski neurolog, patolog (zm. 1937)
  - Juan Antonio Dueñas, salwadorski duchowny katolicki, biskup San Miguel (zm. 1941)
  - Kantarō Suzuki, japoński admirał, polityk, premier Japonii (zm. 1948)
  - Stanisław Szpakowski, polski inżynier architekt (zm. 1926)
- 1869 – Stanisław Augustyński, polski urzędnik skarbowy, działacz ludowy i społeczny, samorządowiec, polityk, poseł na Sejm RP (zm. 1949)
- 1871 – Beniamin, grecki duchowny prawosławny, patriarcha Konstantynopola (zm. 1946)
- 1872 – Edward Komar, polski duchowny katolicki, biskup pomocniczy tarnowski (zm. 1943)
- 1877 – Władimir Gardin, rosyjski aktor, reżyser filmowy (zm. 1965)
- 1879 – Henri Giraud, francuski generał (zm. 1949)
- 1880:
  - Paul Ehrenfest, austriacki fizyk, matematyk (zm. 1933)
  - Modest García Martí, hiszpański kapucyn, męczennik, błogosławiony (zm. 1936)
  - Alfred Ildefons Schuster, włoski duchowny katolicki, arcybiskup Mediolanu, błogosławiony (zm. 1954)
- 1882:
  - Lazare Lévy, francuski pianista, kompozytor, pedagog pochodzenia żydowskiego (zm. 1964)
  - Iosif Łangbard, białoruski i radziecki architekt (zm. 1951)
  - A.A. Milne, brytyjski pisarz (zm. 1956)
- 1883 – Zdzisław Eichler, polski malarz (zm. 1949)
- 1885 – Józef Straszewski, polski duchowny katolicki, męczennik, błogosławiony (zm. 1942)
- 1888
  - Thomas Sopwith, brytyjski pionier lotnictwa, żeglarz (zm. 1989)
  - Wincenty Spaltenstein, polski prawnik, polityk, prezydent Chorzowa i Gliwic (zm. 1958)
- 1890:
  - Tadeusz Gdula, polski nauczyciel, związkowiec, samorządowiec, polityk, burmistrz Chrzanowa, poseł na Sejm RP (zm. 1985)
  - Józef Głowacki, polski finansista, polityk, poseł na Sejm RP (zm. 1972)
- 1891:
  - Magdalena Gross, polska rzeźbiarka pochodzenia żydowskiego (zm. 1948)
  - Herbert Knappe, niemiecki pilot wojskowy, as myśliwski (zm. ?)
  - Karel Pokorný, czeski rzeźbiarz (zm. 1962)
  - Justyn Maria Russolillo, włoski duchowny katolicki, błogosławiony (zm. 1955)
- 1892:
  - Oliver Hardy, amerykański aktor, komik (zm. 1957)
  - Gustaw Pilecki, polski malarz, konserwator obrazów (zm. 1982)
  - Paul Rostock, niemiecki chirurg, zbrodniarz wojenny (zm. 1956)
  - Fryderyk Tadanier, polski architekt pochodzenia żydowskiego (zm. 1960)
- 1893:
  - Zygmunt Bohusz-Szyszko, polski generał dywizji (zm. 1982)
  - Jorge Guillén, hiszpański poeta (zm. 1984)
  - Nicolae Mișu, rumuński tenisista, dyplomata (zm. 1973)
- 1894:
  - Jan van Breda Kolff, holenderski piłkarz (zm. 1976)
  - Franciszek Jach, polski kapitan pilot (zm. 1944)
- 1896:
  - Zofia Dziurzyńska-Rosińska, polska malarka (zm. 1976)
  - Lola Prusac, francuska projektantka mody (zm. 1985)
  - Ville Ritola, fiński lekkoatleta, długodystansowiec (zm. 1982)
- 1897 – Anton Łopatin, radziecki generał porucznik (zm. 1965)
- 1898:
  - Albert Kivikas, estoński pisarz (zm. 1978)
  - Seweryn Steinwurzel, polski operator filmowy pochodzenia żydowskiego (zm. 1983)
- 1899:
  - Józef Rodzeń, polski major piechoty (zm. 1939)
  - Siemion Timoszenko, radziecki reżyser i scenarzysta filmowy (zm. 1958)
- 1900:
  - George Calnan, amerykański szermierz, porucznik US Navy (zm. 1933)
  - Heaton Wrenn, amerykański rugbysta, prawnik (zm. 1978)
- 1901:
  - Aleksander Kosiba, polski geograf, geofizyk, glacjolog, klimatolog (zm. 1981)
  - Hans Seidemann, niemiecki generał pilot (zm. 1967)
- 1902 – Stanisław Dobosz, polski nauczyciel, rzemieślnik, polityk, poseł na Sejm RP i Sejm Ustawodawczy (zm. 1969)
- 1904:
  - Boris Baboczkin, radziecki aktor (zm. 1975)
  - Michał Bylina, polski malarz, grafik, ilustrator, pedagog (zm. 1982)
  - Franciszek Gesing, polski ekonomista, działacz ludowy, polityk, poseł na Sejm PRL (zm. 1982)
  - Cary Grant, brytyjski aktor (zm. 1986)
  - Edward Konietzny, polski piłkarz (zm. 1981)
  - John Axel Nannfeldt, szwedzki botanik, mykolog, wykładowca akademicki (zm. 1985)
  - Raymond Smillie, kanadyjski bokser (zm. 1993)
- 1905:
  - Enrique Ballesteros, urugwajski piłkarz, bramkarz (zm. 1969)
  - Joseph Bonanno, amerykański gangster pochodzenia włoskiego (zm. 2002)
  - Louis Cools-Lartigue, dominicki polityk, gubernator i p.o. prezydenta Dominiki (zm. 1993)
- 1906:
  - Nils Axelsson, szwedzki piłkarz (zm. 1989)
  - Dick Southwood, brytyjski wioślarz (zm. 1986)
- 1907:
  - Dionýz Ilkovič, słowacki chemik, fizyk, wykładowca akademicki (zm. 1980)
  - Michał Słowik-Dzwon, polski poeta, dramaturg (zm. 1980)
  - Géza Szigritz, węgierski pływak (zm. 1949)
  - Antoni Węglarczyk, polski lekkoatleta, młociarz, działacz sportowy, żołnierz (zm. 1939)
- 1908:
  - Jacob Bronowski, brytyjski matematyk pochodzenia polskiego (zm. 1974)
  - Zygmunt Hertz, polski wydawca, współzałożyciel i pracownik Instytutu Literackiego (zm. 1979)
  - Sybilla Koburg, szwedzka księżna (zm. 1972)
  - Stanisław Stomma, polski prawnik, publicysta, polityk, poseł na Sejm PRL i senator RP (zm. 2005)
- 1909:
  - Oskar Davičo, serbski pisarz, publicysta, działacz socjalistyczny (zm. 1989)
  - Julian Kamecki, polski chemik, wykładowca akademicki (zm. 1955)
  - Willy Millowitsch, niemiecki aktor (zm. 1999)
  - Ryōsuke Nunoi, japoński tenisista (zm. 1945)
  - Sándor Schwartz, rumuński piłkarz (zm. 1994)
- 1910:
  - Kenneth E. Boulding, amerykański ekonomista, filozof, wykładowca akademicki (zm. 1993)
  - Iwan Jakowlew, radziecki polityk (zm. 1999)
- 1911:
  - José María Arguedas, peruwiański pisarz (zm. 1969)
  - Holger Johansson, szwedzki piłkarz (zm. 1992)
  - Danny Kaye, amerykański aktor, piosenkarz pochodzenia żydowskiego (zm. 1987)
  - Franciszek Kupidłowski, polski porucznik obserwator (zm. 1939)
- 1912:
  - John Cade, australijski psychiatra (zm. 1980)
  - Ludwik Jankowiak, polski ekonomista, wykładowca akademicki (zm. 1991)
  - Dan McCarty, amerykański polityk (zm. 1953)
  - Zbigniew Muszyński, polski inżynier mechanik, wykładowca akademicki (zm. 1991)
  - Ksienija Niekrasowa, rosyjska poetka (zm. 1958)
  - David Rousset, francuski dziennikarz, publicysta, polityk trockistowski, krytyk stalinizmu (zm. 1997)
- 1913:
  - Kazimierz Hołoga, polski chirurg, Sługa Boży (zm. 1958)
  - Romuald Rodziewicz, polski wachmistrz, hubalczyk (zm. 2014)
  - Anatolij Szapiro, radziecki major pochodzenia żydowskiego (zm. 2005)
- 1914:
  - Arno Schmidt, niemiecki pisarz, tłumacz (zm. 1979)
  - Jerzy Starościak, polski prawnik, polityk, poseł na Sejm PRL (zm. 1974)
- 1915:
  - Santiago Carrillo, hiszpański polityk (zm. 2012)
  - Józef Prutkowski, polski poeta, satyryk (zm. 1981)
  - Kazimierz Wichniarz, polski aktor (zm. 1995)
- 1916:
  - Władimir Diegtiariow, rosyjski reżyser filmów animowanych (zm. 1974)
  - Wilhelm Góra, polski piłkarz (zm. 1975)
  - Václav Měřička, czeski falerysta (zm. 2001)
  - Marian Wojtczak, polski aktor (zm. 1980)
- 1917:
  - Elliott Jacques, kanadyjski psycholog, lekarz (zm. 2003)
  - Ratko Kacijan, chorwacki piłkarz, trener (zm. 1949)
  - Francisco Risiglione, argentyński bokser (zm. 1999)
  - Konrad Suwalski, polski żołnierz AK (zm. 1945)
- 1918:
  - Karol Podgórski, polski aktor (zm. 1990)
  - Halina Szyrmerowa, polska działaczka społeczna, żołnierz AK (zm. 2008)
  - Tadeusz Ślipko, polski duchowny katolicki, filozof (zm. 2015)
- 1919:
  - Michael Pössinger, niemiecki bobsleista (zm. 2003)
  - Toni Turek, niemiecki piłkarz, bramkarz (zm. 1984)
- 1920:
  - Constance Moore, amerykańska aktorka, piosenkarka (zm. 2005)
  - Wiktor Pental, polski fotograf (zm. 2013)
- 1921:
  - Henryk Debich, polski dyrygent, kompozytor (zm. 2001)
  - Yoichiro Nambu, amerykański fizyk pochodzenia japońskiego, laureat Nagrody Nobla (zm. 2015)
- 1922 – Zdzisław Pabisiak, polski malarz (zm. 2009)
- 1923:
  - Marian Jankiewicz, polski pilot wojskowy (zm. 2019)
  - Bolesław Smyk, polski mikrobiolog (zm. 2000)
  - Gerrit Voorting, holenderski kolarz szosowy i torowy (zm. 2015)
- 1924
  - John Bukovsky, słowacki duchowny katolicki, arcybiskup, nuncjusz apostolski (zm. 2010)
  - Mieczysław Korczak, polski adwokat, sędzia Trybunału Stanu, Sprawiedliwy wśród Narodów Świata, polityk (zm. 2013)
- 1925:
  - Gilles Deleuze, francuski filozof (zm. 1995)
  - Krystyna Kamieńska, polska aktorka (zm. 2018)
- 1926 – Ivan Mrázek, czeski koszykarz, trener (zm. 2019)
- 1927:
  - José Delicado Baeza, hiszpański duchowny katolicki, arcybiskup Valladolid (zm. 2014)
  - Zbigniew Klejn, polski historyk, dziennikarz (zm. 2005)
  - Werner Liebrich, niemiecki piłkarz, trener (zm. 1995)
  - Tomasz Pawłowski, polski duchowny katolicki, dominikanin, duszpasterz akademicki, uczestnik powstania warszawskiego (zm. 2016)
- 1928:
  - Bohdan Ejmont, polski aktor (zm. 2010)
  - Giovanni Giacomazzi, włoski piłkarz (zm. 1995)
  - Aleksander Gomelski, rosyjski trener koszykówki (zm. 2005)
  - Attila Keresztes, węgierski szablista (zm. 2002)
  - Aleksander Paszyński, polski polityk, senator RP, minister budownictwa (zm. 2001)
  - Franciszek Pieczka, polski aktor (zm. 2022)
  - Kazimierz Traciewicz, polski pisarz (zm. 2003)
- 1929:
  - Leo Kolber, kanadyjski polityk (zm. 2020)
  - Władysław Myk, polski historyk, pedagog (zm. 1998)
- 1930:
  - Szemu’el Flatto-Szaron, izraelski przedsiębiorca, polityk (zm. 2018)
  - Maria de Lourdes Pintasilgo, portugalska polityk, premier Portugalii (zm. 2004)
- 1931:
  - Chun Doo-hwan, południowokoreański generał, polityk, prezydent Korei Południowej (zm. 2021)
  - Zbigniew Landau, polski historyk, ekonomista (zm. 2018)
  - Henryk Szymborski, polski piłkarz (zm. 2008)
  - Alicja Zommer, polska aktorka (zm. 2016)
- 1932:
  - Wilhelm Burgsmüller, niemiecki piłkarz (zm. 2025)
  - Thanasis Kamburelis, grecki matematyk, informatyk, projektant komputerów Odra (zm. 2024)
  - Henryk Landsberg, polski pilot cywilny
  - Robert Anton Wilson, amerykański pisarz, filozof (zm. 2007)
- 1933:
  - Wojciech Bieńko, polski pisarz
  - John Boorman, brytyjski reżyser, scenarzysta i producent filmowy
  - Ray Dolby, amerykański elektronik, wynalazca (zm. 2013)
  - Leszek Grot, polski pułkownik, historyk wojskowości (zm. 2005)
  - Lew Pitajewski, rosyjski fizyk (zm. 2022)
  - Jordan Sokołow, bułgarski polityk (zm. 2016)
  - Jean Vuarnet, francuski narciarz alpejski (zm. 2017)
- 1934 – Mudar Badran, jordański wojskowy, polityk, premier Jordanii (zm. 2023)
- 1935:
  - Genowefa Migas, polska florecistka, trenerka
  - Ernest Skalski, polski dziennikarz, publicysta
- 1936:
  - Władimir Jułygin, rosyjski piłkarz, trener (zm. 2016)
  - Józef Kossecki, polski politolog, polityk, dziennikarz (zm. 2015)
  - Cirio H. Santiago, filipiński reżyser, scenarzysta, producent i operator filmowy (zm. 2008)
- 1937:
  - Yukio Endō, japoński gimnastyk (zm. 2009)
  - John Hume, północnoirlandzki polityk, eurodeputowany, laureat Pokojowej Nagrody Nobla (zm. 2020)
  - Ewa Kamler, polska biolog, ichtiolog
  - Dieter Lindner, niemiecki lekkoatleta, chodziarz (zm. 2021)
  - David Mech, amerykański biolog
- 1938:
  - Curt Flood, amerykański baseballista (zm. 1997)
  - Anthony Giddens, brytyjski socjolog
  - Paul G. Kirk Jr., amerykański polityk, senator
  - Werner Olk, niemiecki piłkarz, trener
  - Manuel Rodríguez Araneda, chilijski piłkarz
  - Tilly van der Zwaard, holenderska lekkoatletka, sprinterka (zm. 2019)
- 1939:
  - Andrzej Grygołowicz, polski siatkarz, trener, działacz sportowy
  - Denton Lotz, amerykański pastor baptystyczny, sekretarz generalny Światowego Aliansu Baptystycznego (zm. 2019)
  - Jurij Pietrow, rosyjski polityk (zm. 2013)
  - Wołodymyr Stelmach, ukraiński ekonomista, polityk
  - Tsuyoshi Yamanaka, japoński pływak (zm. 2017)
- 1940:
  - Tony Holland, brytyjski scenarzysta filmowy (zm. 2007)
  - Eryka Mondry, polska gimnastyczka, trenerka
  - Philipp Pöllitzer, austriacki duchowny katolicki, biskup Keetmanshoop w Namibii
  - Pedro Rodriguez, meksykański kierowca wyścigowy (zm. 1971)
  - Iva Zanicchi, włoska piosenkarka, polityk, eurodeputowana
- 1941:
  - Roswitha Esser, niemiecka kajakarka
  - Alfredo Schäffler, austriacki duchowny katolicki, biskup Parnaíby w Brazylii
- 1942:
  - Wojsław Brydak, polski tłumacz, dramaturg, prozaik, reżyser teatralny, publicysta
  - Antônio Lima dos Santos, brazylijski piłkarz (zm. 2025)
  - José Palmeira Lessa, brazylijski duchowny katolicki, arcybiskup Aracaju
  - Franz Rottensteiner, austriacki wydawca i krytyk fantastyki
  - Vassula Ryden, grecka mistyczka chrześcijańska (zm. 2024)
  - Johnny Servoz-Gavin, francuski kierowca wyścigowy (zm. 2006)
- 1943:
  - Władimir Fiedotow, rosyjski piłkarz, trener (zm. 2009)
  - Al Foster, amerykański perkusista jazzowy (zm. 2025)
  - Dave Greenslade, brytyjski muzyk, członek zespołu Colosseum
  - Piotr Suchora, polski aktor (zm. 1985)
  - Charlie Wilson, amerykański polityk (zm. 2013)
- 1944:
  - Tom Farrell, amerykański lekkoatleta, średniodystansowiec
  - Zygmunt Górski, polski działacz partyjny i państwowy, samorządowiec, prezydent Dąbrowy Górniczej (zm. 2022)
  - Paul Keating, australijski polityk, premier Australii
  - Ubiratan Pereira Maciel, brazylijski koszykarz (zm. 2002)
  - Brigitte Roesen, niemiecka lekkoatletka, skoczkini w dal
  - Alexander Van der Bellen, austriacki polityk, prezydent Austrii
- 1945:
  - Philippe Gurdjian, francuski kierowca wyścigowy (zm. 2014)
  - Krzysztof Logan Tomaszewski, polski pisarz, reporter, autor tekstów piosenek
- 1946:
  - Perro Aguayo, meksykański wrestler (zm. 2019)
  - Anna Biedrzycka-Sheppard, polska kostiumolog
  - Joseph Deiss, szwajcarski ekonomista, polityk, prezydent Szwajcarii
  - Jan Lityński, polski matematyk, działacz opozycji antykomunistycznej, polityk, poseł na Sejm RP (zm. 2021)
  - Helena Łuczywo, polska dziennikarka
  - Adolfo Nef, chilijski piłkarz, bramkarz
  - Nguyễn Sinh Hùng, wietnamski polityk
  - Henrique Rosa, gwinejski polityk, prezydent Gwinei Bissau (zm. 2013)
- 1947:
  - Takeshi Kitano, japoński pisarz, malarz, aktor, reżyser, montażysta i producent filmowy
  - Alfredo Marcano, wenezuelski bokser (zm. 2009)
- 1948:
  - Marek Hendrykowski, polski filmoznawca, wykładowca akademicki
  - Walerij Jardy, rosyjski kolarz szosowy (zm. 1994)
  - Mykoła Korynewski, ukraiński fizyk (zm. 2020)
- 1949:
  - Grażyna Krukówna, polska aktorka
  - Philippe Starck, francuski architekt, designer
- 1950:
  - Gianfranco Brancatelli, włoski kierowca wyścigowy
  - Wojciech Chlebda, polski językoznawca, wykładowca akademicki (zm. 2022)
  - Dino Meneghin, włoski koszykarz, działacz sportowy
  - Michael Tomasello, amerykański psycholog
  - Gilles Villeneuve, kanadyjski kierowca wyścigowy (zm. 1982)
  - Renata Walendziak, polska lekkoatletka, biegaczka długodystansowa
- 1951:
  - Elijah Cummings, amerykański polityk (zm. 2019)
  - Halina Olewińska, polska działaczka samorządowa, polityk, poseł na Sejm PRL
  - Kostas Pupakis, grecki związkowiec, polityk
  - Wojciech Słodkowski, polski dziennikarz, działacz opozycji antykomunistycznej (zm. 2012)
  - Renato Zaccarelli, włoski piłkarz, trener
- 1952:
  - Michael Behe, amerykański biochemik, biolog molekularny
  - Zbigniew Meres, polski strażak, nadbrygadier, komendant główny Państwowej Straży Pożarnej, polityk, senator RP (zm. 2023)
  - R. Stevie Moore, amerykański piosenkarz, muzyk, kompozytor
  - Wim Rijsbergen, holenderski piłkarz, trener
  - Veerappan, indyjski przestępca (zm. 2004)
  - Aleksandra Wiktorow, polska ekonomistka, polityk, wiceminister pracy, prezes ZUS
- 1953:
  - Wiesław Dębski, polski dziennikarz, publicysta
  - Brett Hudson, amerykański producent telewizyjny, aktor, piosenkarz, muzyk
- 1954:
  - Ted DiBiase Sr., amerykański wrestler
  - Antonio Olmo, hiszpański piłkarz, trener
  - Kiki Smith, amerykańska artystka intermedialna pochodzenia niemieckiego
- 1955:
  - Kevin Costner, amerykański aktor, reżyser i producent filmowy
  - Mable Fergerson, amerykańska lekkoatletka, sprinterka
  - Frankie Knuckles, amerykański didżej, producent muzyczny (zm. 2014)
  - Marilyn Mazur, amerykańska perkusistka, pianistka, wokalistka, kompozytorka, tancerka pochodzenia polskiego
  - Ryszard Nawrat, polski polityk, wojewoda dolnośląski
  - Tibor Nyilasi, węgierski piłkarz
  - Rafał T. Prinke, polski genealog, historyk
  - Jesús Sanz Montes, hiszpański duchowny katolicki, arcybiskup Oviedo
  - Erik Solheim, norweski polityk
  - Małgorzata Strzałkowska, polska poetka, pisarka, ilustratorka
  - Fernando Trueba, hiszpański reżyser, scenarzysta i producent filmowy
- 1956:
  - Tom Bailey, brytyjski wokalista muzyk, kompozytor, członek zespołu Thompson Twins
  - Paul Littlewood, angielski szachista
  - Janusz Panasewicz, polski wokalista, członek zespołu Lady Pank
  - Jack Sherman, amerykański gitarzysta rockowy, członek zespołu Red Hot Chili Peppers (zm. 2020)
- 1957:
  - Yōko Akino, japońska aktorka
  - Elmar Borrmann, niemiecki szpadzista
  - Teodor Černý, czeski kolarz torowy i szosowy
  - Merita Dabulla, albańska aktorka
  - Arnoldo Iguarán, kolumbijski piłkarz
- 1958:
  - Bernard Genghini, francuski piłkarz
  - Brenda Phillips, zimbabwejska hokeistka na trawie
  - Larry Smith, amerykański koszykarz, trener
  - Jeffrey Williams, amerykański pułkownik pilot, inżynier, astronauta
  - Krzysztof Wrzesiński, polski samorządowiec, burmistrz Lubrańca (zm. 2016)
- 1959:
  - Claus Erhorn, niemiecki jeździec sportowy
  - Barbara Fikiel, polska siatkarka
  - Kōyō Kawanishi, japoński stomatolog, astronom amator
  - Dagmar Lurz, niemiecka łyżwiarka figurowa
  - Antonio Socci, włoski pisarz, dziennikarz i publicysta katolicki
  - Ranko Stojić, serbski piłkarz, bramkarz
- 1960:
  - Graham Jennings, australijski piłkarz
  - Gian Paolo Montali, włoski trener siatkarski
  - Andrea Pazzagli, włoski piłkarz, bramkarz, trener (zm. 2011)
  - Mark Rylance, brytyjski aktor, dramaturg, reżyser teatralny
  - Anatolij Starostin, rosyjski pięcioboista nowoczesny
- 1961:
  - Christophe Amade, kongijski duchowny katolicki, biskup Kalemie-Kirungu
  - Ołeksandr Moroz, ukraiński szachista (zm. 2009)
  - Anna Poráčová, słowacka śpiewaczka
  - Jeff Yagher, amerykański aktor
- 1962:
  - Alison Arngrim, amerykańska aktorka
  - Tamar Gwerdciteli, gruzińska piosenkarka, autorka tekstów, aktorka
  - David O’Connor, amerykański jeździec sportowy
  - Marek Piotrowicz, polski przedsiębiorca, polityk, poseł na Sejm RP
  - Waldemar Tęsiorowski, polski piłkarz, trener
  - Ryszard Wawryniewicz, polski polityk, poseł na Sejm RP
  - Krzysztof Żołnierowicz, polski szachista (zm. 2020)
- 1963:
  - Jojo Mayer, szwajcarski perkusista
  - Wojciech Smarzowski, polski scenarzysta, reżyser filmowy i teatralny
- 1964:
  - Dariusz Dyrda, polski pisarz, dziennikarz (zm. 2021)
  - Virgil Hill, amerykański bokser
  - Enrico Lo Verso, włoski aktor
  - Tomasz Szafrański, polski koszykarz
- 1965:
  - Charles Berglund, szwedzki hokeista, trener, komentator sportowy
  - John Talen, holenderski kolarz szosowy
- 1966:
  - Aleksandr Chalifman, rosyjski szachista
  - Wiesław Łysakowski, polski producent filmowy
  - Fabián Mazzei, argentyński aktor
  - André Ribeiro, brazylijski kierowca wyścigowy (zm. 2021)
- 1967:
  - Tim Balme, nowozelandzki aktor
  - Juan Carlos Chávez, meksykański piłkarz, trener
  - Pieter Huistra, holenderski piłkarz, trener
  - Małgorzata Kopiczko, polska nauczycielka, działaczka samorządowa, polityk, senator RP
  - Temenużka Petkowa, bułgarska polityk
  - Małgorzata Rydz, polska lekkoatletka, biegaczka średniodystansowa
  - Piotr Soczyński, polski piłkarz, trener
  - Ikuo Yamahana, japoński piłkarz
  - Iván Zamorano, chilijski piłkarz
- 1968:
  - Ann Battelle, amerykańska narciarka dowolna
  - Taras Prociuk, ukraiński dziennikarz (zm. 2003)
  - Siniša Školneković, chorwacki piłkarz wodny
- 1969:
  - Dave Bautista, amerykański wrestler, zawodnik MMA, kulturysta, aktor
  - Lilija Maraviglia, bułgarska aktorka
  - Jesse L. Martin, amerykański aktor
  - Raphaëlle Monod, francuska narciarka dowolna
  - Jim O’Rourke, amerykański muzyk, producent muzyczny
  - Everth Palacios, kolumbijski piłkarz
- 1970:
  - DJ Quik, amerykański raper, didżej, producent muzyczny
  - Ołeksandr Kosenko, ukraiński futsalista, trener
  - Peter Van Petegem, belgijski kolarz szosowy i torowy
- 1971:
  - Arnaud Binard, francuski aktor
  - Jonathan Davis, amerykański wokalista, członek zespołu Korn
  - Christian Fittipaldi, brazylijski kierowca wyścigowy
  - Junko Furuta, japońska ofiara morderstwa (zm. 1989)
  - Pep Guardiola, hiszpański piłkarz, trener
- 1972:
  - Christian Fleps, niemiecki klawiszowiec, członek zespołu Marquess
  - Alisa Gallamowa, rosyjska szachistka pochodzenia tatarskiego
  - Sebastian Machowski, niemiecki koszykarz, trener pochodzenia polskiego
  - Kjersti Plätzer, norweska lekkoatletka, chodziarka
- 1973:
  - Juryj Iwaszyn, białoruski hokeista, bramkarz, trener
  - Crispian Mills, brytyjski gitarzysta, wokalista, członek zespołów Kula Shaker i The Jeevas
- 1974:
  - Christian Burns, brytyjski wokalista, autor tekstów, producent muzyczny, członek zespołów BBMak i The Bleach Works
  - Bartek Chaciński, polski dziennikarz, publicysta
  - Klara, belgijska księżna
  - Krzysztof Pyskaty, polski piłkarz, bramkarz
  - Thibaut Vallette, francuski jeździec sportowy
- 1975:
  - Vannie Bockarie, sierraleoński piłkarz
  - Joachim Lafosse, belgijski reżyser i scenarzysta filmowy
  - Filipe Lobo d’Ávila, portugalski polityk
  - Marián Timko, słowacki piłkarz
  - Aleksandra Woźniak, polska aktorka, psycholog
- 1976:
  - Laurence Courtois, belgijska tenisistka
  - Marcelo Gallardo, argentyński piłkarz, trener
  - Ygor Przebindowski, polski multiinstrumentalista, kompozytor, producent muzyczny
  - Derek Richardson, amerykański aktor
  - Tímea Szabó, węgierska dziennikarka, polityk
- 1977:
  - Lloyd Ahlquist, amerykański raper, producent muzyczny, aktor pochodzenia szwedzkiego
  - Ronald Arana, boliwijski piłkarz
  - Curtis Cregan, amerykański aktor
  - Didier Dinart, francuski piłkarz ręczny pochodzenia gwadelupskiego
  - Peta-Gaye Dowdie, jamajska lekkoatletka, sprinterka
  - Fjalar Þorgeirsson, islandzki piłkarz, bramkarz
  - Alina Żydkowa, rosyjska tenisistka
- 1978:
  - Richard Archibald, irlandzki wioślarz
  - Thor Hushovd, norweski kolarz szosowy
  - Alaksiej Ihnaszou, białoruski zawodnik sztuk walki
  - Wandee Kameaim, tajska sztangistka
  - Bogdan Lobonț, rumuński piłkarz, bramkarz
  - Urs Rechn, niemiecki aktor
  - Sebastian Siedler, niemiecki kolarz torowy i szosowy
  - Stev Theloke, niemiecki pływak
- 1979:
  - Jay Chou, tajwański aktor, muzyk
  - William Collum, szkocki sędzia piłkarski
  - Rusłan Fedotenko, ukraiński hokeista
  - Paulo Ferreira, portugalski piłkarz
  - Roberta Metsola, maltańska prawnik, polityk
  - Yonnhy Pérez, kolumbijski bokser
  - Leo Varadkar, irlandzki lekarz, polityk pochodzenia hinduskiego, premier Irlandii
- 1980:
  - Edgar Álvarez, honduraski piłkarz
  - Nenad Brnović, czarnogórski piłkarz
  - Krzysztof Cabaj, polski informatyk
  - Estelle, brytyjska piosenkarka
  - Robert Green, angielski piłkarz, bramkarz
  - Rodrigo Guirao Díaz, argentyński aktor, model
  - Mick Kenney, brytyjski muzyk, kompozytor, członek zespołu Anaal Nathrakh
  - Piotr Klimczak, polski lekkoatleta, sprinter
  - Daniel Różyński, polski porucznik (zm. 2004)
  - Jason Segel, amerykański aktor, lalkarz, muzyk, scenarzysta telewizyjny i filmowy
  - Marcin Sitek, polski aktor, kabareciarz
  - Răzvan Stanca, rumuński piłkarz, bramkarz
  - Jesús Vázquez, hiszpański piłkarz
- 1981:
  - Andriej Karpowicz, kazachski piłkarz
  - Park Eun-chul, południowokoreański zapaśnik
  - Denisse Orengo, portorykańska lekkoatletka, tyczkarka
  - Christof Ritter, liechtensteiński piłkarz
  - Olivier Rochus, belgijski tenisista
  - Khari Stephenson, jamajski piłkarz
- 1982:
  - Quinn Allman, amerykański gitarzysta, członek zespołu The Used
  - Baré, brazylijski piłkarz
  - Christian Galenda, włoski pływak
  - Marta Leleniewska, polska dziennikarka, prezenterka telewizyjna, modelka, aktorka
  - Joanna Newsom, amerykańska wokalistka, harfistka
  - Regina Pokorná, słowacka szachistka
  - Aleksandra Przegalińska, polska filozof, futurolog
  - Anthony Vaccarello, włosko-belgijski projektant mody
  - Ferdinando Valencia, meksykański aktor, piosenkarz, model
- 1983:
  - George Bridgewater, nowozelandzki wioślarz
  - Ludovic Castard, francuski siatkarz
  - Marcin Hycnar, polski aktor
  - Hamdi Kasraoui, tunezyjski piłkarz, bramkarz
  - Samantha Mumba, irlandzka piosenkarka, aktorka, modelka pochodzenia zambijskiego
  - Brianna Lea Pruett, amerykańska piosenkarka, malarka (zm. 2015)
- 1984:
  - Bezczel, polski raper (zm. 2021)
  - Cho Seung-hui, południowokoreański student, masowy zabójca (zm. 2007)
  - Janis Drimonakos, grecki pływak
  - Gianluca Galasso, włoski piłkarz
  - Makoto Hasebe, japoński piłkarz
  - Małgorzata Jasińska, polska kolarka szosowa
  - Mateus, angolski piłkarz
  - Johanna Salomaa, fińska wokalistka
  - Fatima Zahra Oukazi, algierska siatkarka
- 1985:
  - Dale Begg-Smith, australijski narciarz dowolny
  - Jacob Clear, australijski kajakarz
  - Elke Clijsters, belgijska tenisistka
  - Marcin Kolusz, polski hokeista
  - Minissha Lamba, indyjska aktorka
  - Camille Little, amerykańska koszykarka
  - Riccardo Montolivo, włoski piłkarz
  - Najim, algiersko-francuski piosenkarz
- 1986:
  - Maarja Kivi, estońska wokalistka, saksofonistka, gitarzystka, członkini zespołu Vanilla Ninja
  - Senad Lulić, bośniacki piłkarz
  - Arkadiusz Marchewka, polski polityk, ekonomista, poseł na Sejm RP
  - Wałentyna Semerenko, ukraińska biathlonistka
  - Wita Semerenko, ukraińska biathlonistka
- 1987:
  - Johan Djourou, szwajcarski piłkarz pochodzenia iworyjskiego
  - Stefan Filipović, czarnogórski piłkarz
  - Grigoris Makos, grecki piłkarz
- 1988:
  - Yllka Berisha, albańska modelka, piosenkarka
  - Laura Breszka, polska aktorka
  - Michael Georgiou, angielski snookerzysta pochodzenia cypryjskiego
  - Angelique Kerber, niemiecka tenisistka pochodzenia polskiego
  - Anastasios Kisas, cypryjski piłkarz, bramkarz
  - Karolina Skrzyńska, polska piosenkarka, kompozytorka, autorka tekstów
  - Wang Yihan, chińska badmintonistka
- 1989:
  - Chen Long, chiński badmintonista
  - Per-Egil Flo, norweski piłkarz
  - Rubén Miño, hiszpański piłkarz, bramkarz
  - Barbara Nwaba, amerykańska lekkoatletka, wieloboistka
- 1990:
  - Alison Bai, australijska tenisistka
  - Karolina Chrapek, polska narciarka alpejska
  - Gorgui Dieng, senegalski koszykarz
  - Nacho, hiszpański piłkarz
  - Alex Pietrangelo, kanadyjski hokeista
- 1991:
  - Mitchell Duke, australijski piłkarz
  - Jang Song-hyok, północnokoreański piłkarz
  - Dexter Lee, jamajski lekkoatleta, sprinter
  - Lucas Lóh, brazylijski siatkarz
  - Jakob Ahlmann Nielsen, duński piłkarz
  - Lasse Sobiech, niemiecki piłkarz pochodzenia polskiego
- 1992:
  - Francesco Bardi, włoski piłkarz, bramkarz
  - Dagny Knutson, amerykańska pływaczka
  - Ewa Urtnowska, polska piłkarka ręczna
  - Anastasija Wasyljewa, ukraińska tenisistka
- 1993:
  - Cristina Dinu, rumuńska tenisistka
  - Elin Gustavsson, szwedzka koszykarka
  - Lauri Kerminen, fiński siatkarz
  - Izabela Mirus, polska judoczka
  - Ewelina Nikołowa, bułgarska zapaśniczka
  - Juan Fernando Quintero, kolumbijski piłkarz
  - Morgan York, amerykańska aktorka
- 1994:
  - Ahn Seung-gyun, południowokoreański aktor i model
  - Iłona Kremień, białoruska tenisistka
  - Iljas Kurkajew, rosyjski siatkarz
  - Miles Scotson, australijski kolarz torowy i szosowy
- 1995:
  - Bryce Alford, amerykański koszykarz
  - Jack Miller, australijski motocyklista wyścigowy
  - Elías Már Ómarsson, islandzki piłkarz
  - Dragana Stanković, serbska koszykarka
  - Brandon Watkins, amerykański koszykarz
- 1996:
  - Rewan Amin, holenderski piłkarz pochodzenia kurdyjskiego
  - Sarah Gilman, amerykańska aktorka
  - Omar Govea, meksykański piłkarz
  - Ivo Grbić, chorwacki piłkarz, bramkarz
  - Simon Greiderer, austriacki skoczek narciarski
  - Kylie Masse, kanadyjska pływaczka
  - Igor Wadowski, polski koszykarz
- 1997:
  - Emil Audero, włoski piłkarz, bramkarz pochodzenia indonezyjskiego
  - Aleksandra Dudek, polska siatkarka
  - Alfian Muhammad, indonezyjski wspinacz sportowy
- 1998:
  - Aitana Bonmatí, hiszpańska piłkarka
  - Vashti Cunningham, amerykańska lekkoatletka, skoczkini wzwyż
  - Viktória Egri, węgierska strzelczyni sportowa
  - Éder Militão, brazylijski piłkarz
- 1999:
  - Karan Brar, amerykański aktor pochodzenia indyjskiego
  - Agnieszka Dmochowska, polska szachistka
  - Gary Trent, amerykański koszykarz
- 2000:
  - Aleksa Batak, serbski siatkarz
  - Armando León, meksykański piłkarz
  - Oscar Castellanos, gwatemalski piłkarz
  - Paul Mukairu, nigeryjski piłkarz
  - Raúl Sandoval, meksykański piłkarz
- 2001:
  - Łukasz Łakomy, polski piłkarz
  - Thomas Raggi, włoski gitarzysta, kompozytor, członek zespołu Måneskin
  - Karol Struski, polski piłkarz
- 2002:
  - Karim Adeyemi, niemiecki piłkarz pochodzenia rumuńsko-nigeryjskiego
  - Deven Fagan, amerykański narciarz dowolny
  - Kiernan Fagan, amerykański narciarz dowolny
  - Ki-Jana Hoever, holenderski piłkarz pochodzenia surinamskiego
  - Mateusz Murias, polski lekkoatleta, wieloboista
  - Jernej Presečnik, słoweński skoczek narciarski
  - Marcel Stržinar, słoweński skoczek narciarski
  - Anastasija Zacharowa, rosyjska tenisistka
- 2003:
  - Patryck, brazylijski piłkarz
  - Federico Redondo, argentyński piłkarz
  - Devyne Rensch, holenderski piłkarz pochodzenia surinamskiego
  - Doryan Rodríguez, kostarykański piłkarz
- 2005 – Benedetta Pilato, włoska pływaczka
- 2009 – Isabella Damla Güvenilir, turecka aktorka, wideoblogerka

## Zmarli
- 52 p.n.e. – Klodiusz, rzymski polityk (ur. ok. 92 p.n.e.)
- 350 – Konstans, cesarz rzymski (ur. 320)
- 474 – Leon I, cesarz bizantyński (ur. 401)
- 1174 – Władysław II Przemyślida, książę i król Czech (ur. 1110)
- 1213 – Tamara, królowa Gruzji (ur. 1160)
- 1223 – Jerzy IV Lasza, król Gruzji (ur. ?)
- 1262 – Beatrycze II d’Este, włoska zakonnica, błogosławiona (ur. 1230)
- 1271 – Małgorzata Węgierska, księżniczka, dominikanka, mistyczka, stygmatyczka, święta (ur. 1242)
- 1272 – Bonifacy z Cremony, włoski błogosławiony (ur. 1200)
- 1367 – Piotr I, król Portugalii (ur. 1320)
- 1411 – Jodok z Moraw, margrabia Moraw, margrabia Brandenburgii, książę Luksemburga, król niemiecki w opozycji do Zygmunta Luksemburskiego (ur. 1350 lub 54)
- 1423 – Henryk X Rumpold, książę głogowski (ur. ?)
- 1425 – Edmund Mortimer, angielski możnowładca, hrabia Marchii i Ulsteru (ur. 1391)
- 1471 – Go-Hanazono, cesarz Japonii (ur. 1419)
- 1485 – Andrzej z Peschiera, włoski dominikanin, błogosławiony (ur. 1400)
- 1516 – Maksym Brankowicz, wołoski arcybiskup i święty prawosławny, despota serbski na Węgrzech (ur. 1462)
- 1546 – Blasco Núñez Vela, wicekról Peru (ur. 1490)
- 1547 – Pietro Bembo, włoski kardynał, poeta, historyk (ur. 1470)
- 1580 – Antonio Scandelli, włoski kompozytor (ur. 1517)
- 1586 – Małgorzata Parmeńska, księżna Florencji, władczyni Penne, Camerino, Leonessy i Cittaducale, księżna Parmy i Piacenzy (ur. 1522)
- 1613 – Regina Protmann, polska zakonnica, błogosławiona (ur. 1552)
- 1677 – Jan van Riebeeck, holenderski administrator kolonialny (ur. 1619)
- 1739 – Samuel Bernard, francuski arystokrata, finansista (ur. 1651)
- 1747 – Antonio de Literes, hiszpański kompozytor (ur. 1673)
- 1748 – Arseniusz IV, patriarcha Serbskiego Kościoła Prawosławnego, działacz narodowy (ur. 1698)
- 1760 – Claudio Casciolini, włoski kompozytor (ur. 1697)
- 1763 – Girolamo Colonna di Sciarra, włoski kardynał (ur. 1708)
- 1798 – Michał Kossakowski, polski szlachcic, polityk (ur. 1733)
- 1802 – Antoine Darquier de Pellepoix, francuski astronom (ur. 1718)
- 1803:
  - Ippolit Bogdanowicz, rosyjski poeta, dramaturg (ur. 1744)
  - Sylvain Maréchal, francuski filozof, pisarz, publicysta (ur. 1750)
- 1806:
  - Juan de Lángara, hiszpański admirał, polityk (ur. 1736)
  - Józef Olechowski, polski duchowny katolicki, biskup pomocniczy krakowski (ur. 1735)
- 1810 – Etienne Gérin, haitański generał, polityk (ur. 1757)
- 1814 – João de Almeida Melo e Castro, portugalski polityk, dyplomata (ur. 1756)
- 1815 – Anastazy Walewski, polski szlachcic, szambelan królewski, rotmistrz (ur. ?)
- 1837 – James St Clair-Erskine, brytyjski arystokrata, polityk (ur. 1762)
- 1848 – Joseph Winiwarter, austriacki prawnik (ur. 1780)
- 1851 – Walenty Maciej Tomaszewski, polski duchowny katolicki, biskup kujawsko-kaliski (ur. 1781)
- 1859 – Alfred Vail, amerykański konstruktor maszyn, wynalazca (ur. 1807)
- 1862:
  - Konstantin Miładinow, bułgarski poeta, folklorysta (ur. 1830)
  - John Tyler, amerykański polityk, wiceprezydent i prezydent USA (ur. 1790)
- 1863:
  - Mangas Coloradas, wódz Apaczów (ur. ok. 1793)
  - C.L. Lehmus, niemiecki matematyk (ur. 1780)
  - Sa’id Pasza, egipski polityk, gubernator Egiptu i Sudanu (ur. 1822)
- 1872 – Karolina, landgrafianka Hesji-Homburg, księżna Reuss-Greiz (ur. 1819)
- 1873:
  - Edward Bulwer-Lytton, brytyjski polityk, prozaik, poeta (ur. 1803)
  - Charles Dupin, francuski matematyk, polityk (ur. 1784)
- 1877 – Maria Sachsen-Weimar-Eisenach, księżna pruska (ur. 1808)
- 1878:
  - Antoine Becquerel, francuski fizyk (ur. 1788)
  - Józef Dietl, polski lekarz, balneolog, polityk, prezydent Krakowa (ur. 1804)
- 1881 – Wincenty Longchamps de Bérier, polski prawnik, uczestnik powstania listopadowego (ur. 1808)
- 1886:
  - Joseph Tichatschek, czeski śpiewak operowy (tenor) (ur. 1807)
  - Baldassare Verazzi, włoski malarz (ur. 1819)
- 1890 – Beda Dudík, morawski benedyktyn, historyk (ur. 1815)
- 1892 – Anton Anderledy, szwajcarski jezuita, generał zakonu (ur. 1819)
- 1896 – Charles Floquet, francuski polityk, premier Francji (ur. 1828)
- 1899:
  - William Edwin Brooks, irlandzki ornitolog, inżynier (ur. 1828)
  - Carl Claus, niemiecki zoolog, profesor anatomii porównawczej (ur. 1835)
- 1900 – Józef Brzostowski, polski rzeźbiarz, konserwator zabytków (ur. 1826)
- 1901:
  - Wincenty Ignacy Choroszewski, polski inżynier górniczy (ur. 1845)
  - Ernst Mandel, niemiecki duchowny katolicki, wielki dziekan kłodzki i wikariusz arcybiskupi dla wiernych hrabstwa kłodzkiego (ur. 1841)
- 1902:
  - Donato Maria Dell’Olio, włoski duchowny katolicki, arcybiskup Benewentu, kardynał (ur. 1847)
  - Filippo Marchetti, włoski kompozytor (ur. 1831)
- 1903 – Henri Blowitz, francuski dziennikarz pochodzenia austriackiego (ur. 1825)
- 1904:
  - Hilarion (Juszenow), rosyjski biskup i święty prawosławny (ur. 1824)
  - George Francis Train, amerykański przedsiębiorca, filantrop (ur. 1829)
- 1906 – Lucjan Dobrzański, polski aktor, przedsiębiorca teatralny, śpiewak operetkowy, dyrektor teatrów (ur. ok. 1855)
- 1907 – Adam Krawutzcky, niemiecki duchowny i teolog katolicki, wykładowca akademicki (ur. 1842)
- 1908 – Hermann Snellen, holenderski okulista, wykładowca akademicki (ur. 1834)
- 1909 – Robert Hausmann, niemiecki wiolonczelista (ur. 1852)
- 1911 – Arthur Marvin, amerykański reżyser i producent filmowy (ur. 1859)
- 1912 – Hermann Winkelmann, niemiecki śpiewak operowy (tenor) (ur. 1849)
- 1914 – Fryderyk Sellin, polski przedsiębiorca teatralny, cukiernik (ur. 1831)
- 1915:
  - William R. Ellis, amerykański adwokat, polityk (ur. 1850)
  - Anatolij Stessel, rosyjski generał lejtnant (ur. 1848)
- 1916 – Česlovas Sasnauskas, litewski kompozytor, organista (ur. 1867)
- 1917:
  - Victor Bruce, brytyjski arystokrata, polityk, administrator kolonialny (ur. 1849)
  - Andrew Murray, południowoafrykański duchowny i pisarz protestancki (ur. 1828)
- 1918:
  - Jurgis Bielinis, litewski publicysta, kolporter literatury podziemnej (ur. 1846)
  - Amalie Materna, austriacka śpiewaczka operowa (sopran) (ur. 1847)
- 1919:
  - Ludwik Wiktor Habsburg, arcyksiążę austriacki, generał piechoty cesarskiej i królewskiej Armii (ur. 1842)
  - Jan Windsor, książę brytyjski (ur. 1905)
- 1921:
  - Filippo Camassei, włoski duchowny katolicki, łaciński patriarcha Jerozolimy, kardynał (ur. 1848)
  - Wilhelm Foerster, niemiecki astronom (ur. 1832)
  - Adolf von Hildebrand, niemiecki rzeźbiarz, teoretyk sztuki (ur. 1847)
- 1922:
  - Pierre Roche, francuski rzeźbiarz (ur. 1855)
  - Albert Tschautsch, niemiecki malarz (ur. 1843)
- 1923 – William Reid, amerykański aktor, reżyser i scenarzysta filmowy (ur. 1891)
- 1925 – Wiktor Unrug, polski ziemianin, powstaniec wielkopolski (ur. 1871)
- 1928 – Edward Hein, polski generał brygady (ur. 1868)
- 1930:
  - Anna Abrahams, holenderska malarka (ur. 1849)
  - Irena Leśniewska, polska aktorka (ur. 1886)
  - André Mocquereau, francuski benedyktyn, muzykolog (ur. 1849)
- 1931 – Gustaw Cybulski, polski aktor, reżyser, scenarzysta i producent filmowy (ur. 1895)
- 1932:
  - Piotr Borowy, polski działacz ludowy i niepodległościowy (ur. 1858)
  - Jewgienij Czirikow, rosyjski prozaik, dramaturg (ur. 1864)
  - Dmitrij Szczerbaczow, rosyjski generał (ur. 1857)
- 1933:
  - Stanisław Libicki, polski działacz narodowy, prawnik, publicysta (ur. 1856)
  - William John McCartney, szkocki piłkarz, trener (ur. 1866)
  - Oskar Zawisza, polski duchowny katolicki, kompozytor (ur. 1878)
- 1934:
  - Otakar Ševčík, czeski skrzypek, pedagog (ur. 1852)
  - Eugenio Tanzi, włoski psychiatra, wykładowca akademicki (ur. 1856)
- 1936:
  - Hermanus Brockmann, holenderski wioślarz (ur. 1871)
  - Rudyard Kipling, brytyjski prozaik, poeta, laureat Nagrody Nobla (ur. 1865)
- 1937:
  - Jakub Hilary Barbal Cosan, hiszpański lasalianin, męczennik, święty (ur. 1898)
  - Halina Krzyżanowska, polsko-francuska pianistka, kompozytorka (ur. 1867)
  - Honorata Leszczyńska, polska aktorka (ur. 1864)
- 1938 – Alexandre Georges, francuski kompozytor, organista (ur. 1850)
- 1939:
  - Marian Sokołowski, polski kapitan, botanik, leśnik, wykładowca akademicki, taternik (ur. 1894)
  - Władimir Szczuko, rosyjski architekt (ur. 1878)
- 1940:
  - Jan Bauer, polski nauczyciel, działacz społeczny na Pomorzu (ur. 1904)
  - Shūsai Hon’inbō, japoński gracz go (ur. 1874)
  - Maria Palińska, polska aktorka (ur. 1874)
  - Kazimierz Przerwa-Tetmajer, polski prozaik, poeta (ur. 1865)
  - Ferdynand Sznajdrowicz, polski duchowny katolicki (ur. 1886)
- 1941:
  - Berthold Hatschek, austriacki zoolog, wykładowca akademicki (ur. 1854)
  - Anton Kuh, austriacki dziennikarz, eseista, gawędziarz pochodzenia żydowskiego (ur. 1890)
  - Johannes Siir, estoński pułkownik, strzelec sportowy (ur. 1889)
- 1942:
  - Bolesław Korolewicz, polski pułkownik lekarz (ur. 1874)
  - Feliks Otłowski, polski nauczyciel, żołnierz podziemia (ur. 1901)
- 1943:
  - Icchak Giterman, polski działacz społeczny pochodzenia żydowskiego (ur. 1889)
  - Mieczysław Hertz, polski kupiec, historyk, literat, działacz gospodarczy, społeczny i samorządowy pochodzenia żydowskiego (ur. 1870)
  - Fritz Landertinger, austriacki kajakarz (ur. 1914)
  - Zofia Sara Syrkin-Binsztejnowa, polska lekarka, działaczka społeczna pochodzenia żydowskiego (ur. 1891)
- 1944:
  - Władysław Barański, polski inżynier leśnik, oficer rezerwy, polityk, poseł na Sejm RP (ur. 1898)
  - Léon Brunschvicg, francuski filozof, wykładowca akademicki pochodzenia żydowskiego (ur. 1869)
  - Juliusz Dzieduszycki, polski hrabia, prawnik, dyplomata (ur. 1882)
  - Stanisław Wołoszowski, polski major, jeździec sportowy (ur. 1913)
- 1945:
  - Tadeusz Biskupski, polski inżynier chemik, przedsiębiorca, major (ur. 1885)
  - Sonia Cotelle, polska fizyk, chemik (ur. 1896)
  - Kazimierz Jackowski, polski porucznik AK (ur. 1922)
  - Kazimierz Jarociński, polski taternik, działacz PTT (ur. 1901)
  - Mateusz Mieses, polski historyk, językoznawca, publicysta, pisarz pochodzenia żydowskiego (ur. 1885)
  - Pawieł Orłow, radziecki starszy sierżant (ur. 1923)
  - Apowen Rostomian, radziecki sierżant (ur. 1905)
  - Kazimierz Walczak, polski pułkownik piechoty (ur. 1885)
  - Ludwik Wertenstein, polski fizyk jądrowy, wykładowca akademicki pochodzenia żydowskiego (ur. 1887)
- 1946:
  - Romuald Bojarczuk, polski starszy sierżant pilot (ur. 1920)
  - Feliks Nowowiejski, polski kompozytor, dyrygent, organista, pedagog (ur. 1877)
  - Marianne Plehn, niemiecka weterynarz, biolog, zoolog, wykładowczyni akademicka (ur. 1863)
  - Feliks West, polski księgarz, drukarz, wydawca (ur. 1846)
- 1947:
  - Maria Teresa Fasce, włoska augustianka, błogosławiona (ur. 1881)
  - Adrian Jacobsen, norweski żeglarz, podróżnik, odkrywca, etnograf (ur. 1853)
  - Alfons Olejnik, polski porucznik, uczestnik podziemia antykomunistycznego (ur. 1920)
- 1948:
  - Piotr Karcew, radziecki porucznik NKWD (ur. 1907)
  - Charles Magnusson, szwedzki scenarzysta i producent filmowy (ur. 1878)
- 1950:
  - Alfonso Camillo De Romanis, włoski duchowny katolicki, augustianin, biskup, zakrystian papieski, wikariusz generalny Państwa Watykańskiego (ur. 1885)
  - André Sainte-Laguë, francuski matematyk, wykładowca akademicki (ur. 1882)
- 1951:
  - Stefan Bronarski, polski żołnierz TAP, NSZ, AK i NZW (ur. 1916)
  - Amy Carmichael, irlandzka misjonarka protestancka (ur. 1876)
  - Jack Holt, amerykański aktor (ur. 1888)
  - Jan Przybyłowski, polski żołnierz NZW (ur. 1917)
  - Wiktor Stryjewski, polski żołnierz AK i NZW (ur. 1916)
  - Jerzy Wierzbicki, polski żołnierz AK i NZW (ur. 1925)
- 1952:
  - Curly Howard, amerykański aktor (ur. 1903)
  - Jonas Staugaitis, litewski lekarz, polityk, marszałek Sejmu i p.o. prezydenta Litwy (ur. 1868)
- 1954:
  - Sydney Greenstreet, brytyjski aktor (ur. 1879)
  - Matwiej Szkiriatow, radziecki polityk (ur. 1883)
- 1955:
  - Stanisław Daniluk-Daniłowski, polski generał brygady (ur. 1896)
  - Saadat Hassan Manto, pakistański pisarz (ur. 1912)
- 1956 – Konstantin Päts, estoński polityk, premier i prezydent Estonii (ur. 1874)
- 1957 – Álvaro Gestido, urugwajski piłkarz (ur. 1907)
- 1958 – Wacław Daszkiewicz, radziecki i polski generał (ur. 1893)
- 1960 – Raymond de Tornaco, belgijski kierowca wyścigowy (ur. 1886)
- 1963:
  - Murat Dżurabajew, radziecki polityk (ur. 1905)
  - Hugh Gaitskell, brytyjski polityk (ur. 1906)
- 1966:
  - Wiktor Czysz, polski kapitan obserwator (ur. 1896)
  - Henryk Toruńczyk, polski pułkownik (ur. 1909)
- 1967:
  - Roman Dabert, polski piłkarz (ur. 1900)
  - Mieczysław Harley, polski prawnik, tłumacz, podpułkownik, urzędnik państwowy (ur. 1915)
  - Jan Smeterlin, polski pianista (ur. 1892)
- 1968:
  - Tadeusz Dręgiewicz, polski lekkoatleta, średniodystansowiec (ur. 1890)
  - Józef Giebułtowicz, polski publicysta, dyplomata, tłumacz  (ur. 1915)
  - Jan Olbrycht, polski lekarz, specjalista medycyny sądowej, wykładowca akademicki (ur. 1886)
- 1969:
  - Hans Freyer, niemiecki socjolog, filozof, wykładowca akademicki (ur. 1887)
  - Jan Świerczyński, polski generał brygady (ur. 1897)
  - Lewis Tewanima, amerykański lekkoatleta, długodystansowiec (ur. 1888)
- 1970:
  - Iwan Kuźminych, radziecki polityk (ur. 1902)
  - Zdzisław Wiktor, polski internista, nefrolog, historyk medycyny, wykładowca akademicki (ur. 1911)
- 1971:
  - Erik Almlöf, szwedzki lekkoatleta, trójskoczek (ur. 1891)
  - Nora Stanton Blatch Barney, amerykańska inżynier budownictwa pochodzenia brytyjskiego (ur. 1883)
  - Warwick Braithwaite, nowozelandzki dyrygent (ur. 1896)
  - Lothar Rendulic, austriacki generał, zbrodniarz wojenny pochodzenia chorwackiego (ur. 1887)
- 1972:
  - Nicola Chiaromonte, włoski eseista, działacz antyfaszystowski (ur. 1905)
  - Kurt Lindow, niemiecki dowódca SS i policji, SS-Sturmbannführer (ur. 1903)
- 1973:
  - Israel Horowitz, amerykański szachista pochodzenia żydowskiego (ur. 1907)
  - Stanley Smith Stevens, amerykański psycholog, wykładowca akademicki (ur. 1906)
- 1974:
  - Bill Finger, amerykański scenarzysta komiksowy (ur. 1914)
  - Bogdan Hamera, polski pisarz (ur. 1911)
  - Wanda Moszczeńska, polska historyk (ur. 1896)
- 1975 – Françoise Frenkel, polsko-francuska księgarka, pisarka pochodzenia żydowskiego (ur. 1889)
- 1976 – Gertrud Gabl, austriacka narciarka alpejska (ur. 1948)
- 1977:
  - Džemal Bijedić, bośniacki i jugosłowiański polityk, premier Jugosławii (ur. 1917)
  - Luciano Re Cecconi, włoski piłkarz (ur. 1948)
  - Carl Zuckmayer, niemiecki pisarz (ur. 1896)
- 1978 – John Lyng, norweski prawnik, polityk, premier Norwegii (ur. 1905)
- 1980:
  - Cecil Beaton, brytyjski kostiumograf (ur. 1904)
  - Tichon Mitrochin, radziecki polityk (ur. 1902)
- 1981 – Mary Bevis Hawton, australijska tenisistka (ur. 1924)
- 1982:
  - Jusuf Gërvalla, albański poeta, nacjonalista pochodzenia kosowskiego (ur. 1943)
  - Huang Xianfan, chiński historyk, etnolog, antropolog, działacz społeczny (ur. 1899)
- 1983:
  - Gereon Grzenia-Romanowski, polski kontradmirał, ekonomista (ur. 1916)
  - Stanisław Hebanowski, polski reżyser teatralny, tłumacz (ur. 1912)
- 1985:
  - Beata Artemska, polska tancerka, śpiewaczka, aktorka (ur. 1918)
  - Wilfrid Brambell, irlandzki aktor (ur. 1912)
  - Mahmud Muhammad Taha, sudański filozof i teolog muzułmański (ur. 1909)
- 1986:
  - Emanuela Kalb, polska zakonnica, czcigodna Służebnica Boża pochodzenia żydowskiego (ur. 1899)
  - Eugen Ray, wschodnioniemiecki lekkoatleta, sprinter (ur. 1957)
  - Iwan Zagriadski, radziecki generał major (ur. 1918)
- 1987:
  - Renato Guttuso, włoski malarz, scenograf (ur. 1911)
  - Lauro Salas, meksykański bokser (ur. 1928)
- 1988:
  - József Hátszeghy, węgierski florecista (ur. 1904)
  - Leopold Kielanowski, polski filozof, aktor, reżyser teatralny, pisarz, dziennikarz i działacz emigracyjny (ur. 1907)
  - Konstantin Krasawin, radziecki podpułkownik pilot, as myśliwski (ur. 1917)
  - Jean Mitry, francuski reżyser, teoretyk i krytyk filmowy (ur. 1904)
  - Renato Traiola, włoski piłkarz wodny (ur. 1924)
- 1989:
  - Nils Axelsson, szwedzki piłkarz (ur. 1906)
  - Bruce Chatwin, brytyjski pisarz, podróżnik (ur. 1940)
- 1990:
  - Rusty Hamer, amerykański aktor (ur. 1947)
  - Edouard Izac, amerykański porucznik marynarki wojennej, polityk (ur. 1891)
  - Kim Chang-hee, południowokoreański sztangista (ur. 1921)
- 1991 – Stanisław Kamiński, polski inżynier i konstruktor lotniczy, wykładowca akademicki (ur. 1936)
- 1992:
  - Andranik Kazarian, radziecki generał-major (ur. 1904)
  - Kazimierz Łojan, polski dziennikarz, publicysta, satyryk, autor tekstów piosenek (ur. 1931)
  - Walerij Marisow, radziecki polityk (ur. 1915)
- 1993 – Naghusz Harutiunian, ormiański i radziecki polityk (ur. 1912)
- 1994:
  - Mychajło Bażanski, ukraiński polityk, pisarz, publicysta, krajoznawca (ur. 1910)
  - Rolf Singer, niemiecki mykolog (ur. 1906)
- 1995:
  - Demir Boraczew, bułgarski generał pułkownik, polityk (ur. 1910)
  - Adolf Butenandt, niemiecki biochemik, wykładowca akademicki, laureat Nagrody Nobla (ur. 1903)
  - Fryderyk Kremser, polski fotograf (ur. 1930)
- 1996 – Endel Puusepp, estoński pułkownik pilot (ur. 1909)
- 1997:
  - Henry Hermansen, norweski biegacz narciarski, biathlonista (ur. 1921)
  - Leon Leja, polski pedagog, profesor nauk humanistycznych (ur. 1913)
  - Paul Tsongas, amerykański polityk pochodzenia greckiego (ur. 1941)
  - Schalk Verhoef, holenderski kolarz szosowy (ur. 1935)
- 1998:
  - Dan Jeorjadis, grecki piłkarz, trener (ur. 1922)
  - Wilhelm Törsleff, szwedzki żeglarz sportowy (ur. 1906)
  - Josip Uhač, chorwacki duchowny katolicki, arcybiskup, dyplomata watykański (ur. 1924)
- 1999:
  - Krzysztof Blauth, polski dziennikarz sportowy, reportażysta (ur. 1930)
  - Reg Cumner, walijski piłkarz (ur. 1918)
  - Václav Pankovčin, słowacki pisarz (ur. 1969)
  - Henri Romagnesi, francuski mykolog (ur. 1912)
  - Tadeusz Walczak, polski śpiewak operetkowy (ur. 1933)
  - Jerzy Zitzman, polski malarz, scenograf, reżyser teatralny i filmów animowanych (ur. 1918)
- 2000:
  - Jester Hairston, amerykański aktor, kompozytor, aranżer, dyrygent chóralny (ur. 1901)
  - Margarete Schütte-Lihotzky, austriacka architekt, działaczka komunistyczna i antynazistowska (ur. 1897)
  - Sadayoshi Tanabe, japoński teoretyk bibliografii, superstulatek (ur. 1888)
- 2001:
  - Reginald Prentice, brytyjski polityk (ur. 1923)
  - Boris Stienin, rosyjski łyżwiarz szybki (ur. 1935)
  - Al Waxman, kanadyjski aktor (ur. 1935)
- 2002:
  - Alex Hannum, amerykański koszykarz, trener (ur. 1923)
  - Marian Lida, polski kompozytor, dyrygent (ur. 1928)
  - Helena Majdaniec, polska wokalistka bigbitowa (ur. 1941)
- 2004:
  - Licia Gualandris, włoska Służebnica Boża (ur. 1907)
  - Irena Sławińska, polska teatrolog, historyk i teoretyk literatury, wykładowczyni akademicka (ur. 1913)
- 2005:
  - Lamont Bentley, amerykański aktor, raper (ur. 1973)
  - Robert Moch, amerykański wioślarz, prawnik (ur. 1914)
  - Tadeusz Walichnowski, polski generał brygady MO, funkcjonariusz organów bezpieczeństwa, prawnik, historyk, politolog, wykładowca akademicki (ur. 1928)
- 2006:
  - Clifford Nelson Fyle, sierraleoński pisarz, językoznawca, wykładowca akademicki (ur. 1933)
  - Waldemar Krygier, polski malarz, grafik, scenograf, reżyser teatralny (ur. 1928)
  - Derek Agutter Reid, brytyjski mykolog, wykładowca akademicki (ur. 1927)
  - Leonardo Ribeiro de Almeida, portugalski prawnik, polityk (ur. 1924)
  - Jan Twardowski, polski duchowny katolicki, poeta (ur. 1915)
- 2007:
  - Julie Winnefred Bertrand, kanadyjska superstulatka (ur. 1891)
  - Brent Liles, amerykański basista punkowy, członek zespołów Social Distortion i Agent Orange (ur. 1963)
  - Cyril Baselios Malancharuvil, indyjski duchowny katolicki, zwierzchnik syromalankarskiego Kościoła katolickiego (ur. 1935)
- 2008:
  - Lois Nettleton, amerykańska aktorka (ur. 1929)
  - Ugo Pirro, włoski scenarzysta filmowy (ur. 1920)
- 2009:
  - Kathleen Byron, brytyjska aktorka (ur. 1923)
  - Edward Hyra, polski generał brygady pilot (ur. 1938)
  - Marta Ingarden, polska inżynier architekt (ur. 1921)
  - Bob May, amerykański aktor (ur. 1939)
  - Zenonas Petrauskas, litewski prawnik, polityk (ur. 1950)
  - Grigore Vieru, mołdawski poeta (ur. 1935)
- 2010:
  - Władimir Karpow, rosyjski pułkownik, pisarz (ur. 1922)
  - Michel Luc, francuski nematolog, fitopatolog (ur. 1927)
  - Kate McGarrigle, kanadyjska wokalistka folkowa, autorka piosenek (ur. 1946)
  - Günter Mielke, niemiecki lekkoatleta, długodystansowiec (ur. 1942)
  - Robert B. Parker, amerykański pisarz (ur. 1932)
- 2011:
  - Pavol Hudák, słowacki poeta (ur. 1959)
  - Sargent Shriver, amerykański polityk, dyplomata (ur. 1915)
  - Wital Taras, białoruski dziennikarz, publicysta, pisarz (ur. 1956)
  - Restytut Staniewicz, polski historyk, działacz opozycji antykomunistycznej (ur. 1929)
  - Alfred Wiśniewski, polski rzeźbiarz (ur. 1916)
- 2012:
  - Thérèse Delpech, francuska politolog (ur. 1948)
  - Jadwiga Kędzierzawska, polska reżyserka filmowa (ur. 1929)
  - Wałentyn Trojanowski, ukraiński piłkarz (ur. 1939)
- 2013:
  - Sean Fallon, irlandzki piłkarz, trener (ur. 1922)
  - Ron Nachman, izraelski polityk (ur. 1942)
  - Borghild Niskin, norweska narciarka alpejska (ur. 1924)
- 2014:
  - Michael Botmang, nigeryjski polityk, gubernator stanu Plateau (ur. 1938)
  - Fergie Frederiksen, amerykański wokalista, członek zespołu Toto (ur. 1951)
  - Irena Kornatowska, polska psychiatra, działaczka społeczna (ur. 1927)
  - Sarah Marshall, brytyjska aktorka (ur. 1933)
  - Bronisław Pekowski, polski śpiewak operowy (bas-baryton) (ur. 1940)
- 2015:
  - Alberto Nisman, argentyński prawnik, prokurator federalny (ur. 1963)
  - Kazimierz Urbański, polski twórca filmów animowanych (ur. 1929)
- 2016:
  - António de Almeida Santos, portugalski prawnik, polityk (ur. 1926)
  - Johnny Bach, amerykański koszykarz (ur. 1924)
  - Glenn Frey, amerykański wokalista, kompozytor, autor tekstów, producent muzyczny, członek zespołu The Eagles (ur. 1948)
  - Mike MacDowel, brytyjski kierowca wyścigowy (ur. 1932)
  - Michel Tournier, francuski pisarz (ur. 1924)
- 2017:
  - Peter Henry Abrahams, południowoafrykański pisarz (ur. 1919)
  - Władysław Markiewicz, polski socjolog (ur. 1920)
  - Sławomir Pajor, polski polityk, samorządowiec, prezydent Stargardu (ur. 1959)
- 2018:
  - Joachim Gnilka, niemiecki teolog katolicki, egzegeta, biblista (ur. 1928)
  - Carla Marangoni, włoska gimnastyczka sportowa (ur. 1915)
  - Peter Mayle, brytyjski pisarz (ur. 1939)
  - Stansfield Turner, amerykański admirał, urzędnik (ur. 1923)
  - Joseph Wang Yu-jung, tajwański duchowny katolicki, biskup pomocniczy Tajpej, biskup diecezjalny Taizhong (ur. 1931)
- 2019:
  - Janusz Kozioł, polski lektor filmowy (ur. 1950)
  - Marian Lewandowski, polski duchowny katolicki, muzealnik, historyk sztuki (ur. 1936)
  - Iwan Wucow, bułgarski piłkarz, trener (ur. 1939)
- 2020:
  - Mario Bergamaschi, włoski piłkarz (ur. 1929)
  - Bob Maclennan, brytyjski prawnik, polityk (ur. 1936)
  - David Olney, amerykański poeta, piosenkarz i muzyk folkowy (ur. 1948)
- 2021:
  - Lubomir Kavalek, czeski szachista, dziennikarz (ur. 1943)
  - Maria Koterbska, polska piosenkarka (ur. 1924)
  - Henryk Ostrowski, polski związkowiec, polityk, poseł na Sejm RP (ur. 1960)
  - Francisco Daniel Rivera Sánchez, meksykański duchowny katolicki, biskup pomocniczy miasta Meksyk (ur. 1955)
  - Don Sutton, amerykański baseballista (ur. 1945)
  - Dani Szmulewicz-Rom, izraelski piłkarz (ur. 1940)
- 2022:
  - Lusia Harris, amerykańska koszykarka, trenerka (ur. 1955)
  - David Cox, brytyjski statystyk (ur. 1924)
  - Saturnino de la Fuente García, hiszpański superstulatek, najstarszy mężczyzna na świecie (ur. 1909)
  - Francisco Gento, hiszpański piłkarz, trener (ur. 1933)
  - Edward Kącki, polski informatyk, cybernetyk (ur. 1925)
  - Anatolij Nowikow, ukraiński judoka (ur. 1947)
  - Arvid Nyberg, norweski biathlonista, polityk, burmistrz Trysil (ur. 1928)
  - Shi Jiuyong, chiński prawnik, sędzia, prezes Międzynarodowego Trybunału Sprawiedliwości (ur. 1926)
  - Eloy Tato Losada, hiszpański duchowny katolicki, biskup Magangué (ur. 1923)
- 2023:
  - David Crosby, amerykański wokalista, członek zespołów The Byrds i Crosby, Stills and Nash (ur. 1941)
  - Stefan Czyżewski, polski operator filmowy (ur. 1953)
  - Clytus Gottwald, niemiecki muzykolog, dyrygent chóralny, kompozytor (ur. 1925)
  - Jewhenij Jenin, ukraiński prawnik, polityk, dyplomata, wiceminister spraw wewnętrznych (ur. 1980)
  - Denys Monastyrski, ukraiński prawnik, nauczyciel akademicki, polityk, minister spraw wewnętrznych (ur. 1980)
  - Leopold Potesil, austriacki bokser (ur. 1933)
  - Myrosław Symczycz, ukraiński działacz niepodległościowy i nacjonalistyczny, kapitan UPA (ur. 1923)
  - Adam Zaleski, polski chemik, działacz społeczny (ur. 1928)
- 2024:
  - Donald Adamson, brytyjski historyk, krytyk literacki, biograf, tłumacz (ur. 1939)
  - Giovanni Giudici, włoski duchowny katolicki, biskup pomocniczy Mediolanu, biskup Pawii (ur. 1940)
  - Josef Haas, szwajcarski biegacz narciarski (ur. 1937)
  - Amnon Rubinstein, izraelski polityk, minister komunikacji, minister edukacji (ur. 1931)
- 2025:
  - Lázaro Betancourt, kubański lekkoatleta, płotkarz (ur. 1936)
  - Don Cupitt, brytyjski teolog anglikański (ur. 1934)
  - John Lapli, salomoński duchowny anglikański, polityk, gubernator generalny (ur. 1955)
  - Jan Mycielski, polski matematyk, logik, filozof matematyki (ur. 1932)
  - Tadeusz Pater, polski duchowny katolicki, salezjanin, pamiętnikarz, działacz kresowy (ur. 1934)
  - Stefan Turnau, polski dydaktyk matematyki, wykładowca akademicki (ur. 1931)